# Villiers-le-Bel
Pour les articles homonymes, voir Villiers et Le Bel.
Villiers-le-Bel est une commune française située à l'extrémité sud-est du Val-d'Oise en région Île-de-France, à quatorze kilomètres au nord de Paris. Elle est le chef-lieu du canton de Villiers-le-Bel.
Ancien village rural du Pays de France devenu banlieue pavillonnaire dès les années 1920 avec la construction de lotissements, la commune a connu une profonde transformation sociale à la suite de l'implantation d'un grand ensemble à la fin des années 1950.

## Géographie

### Localisation

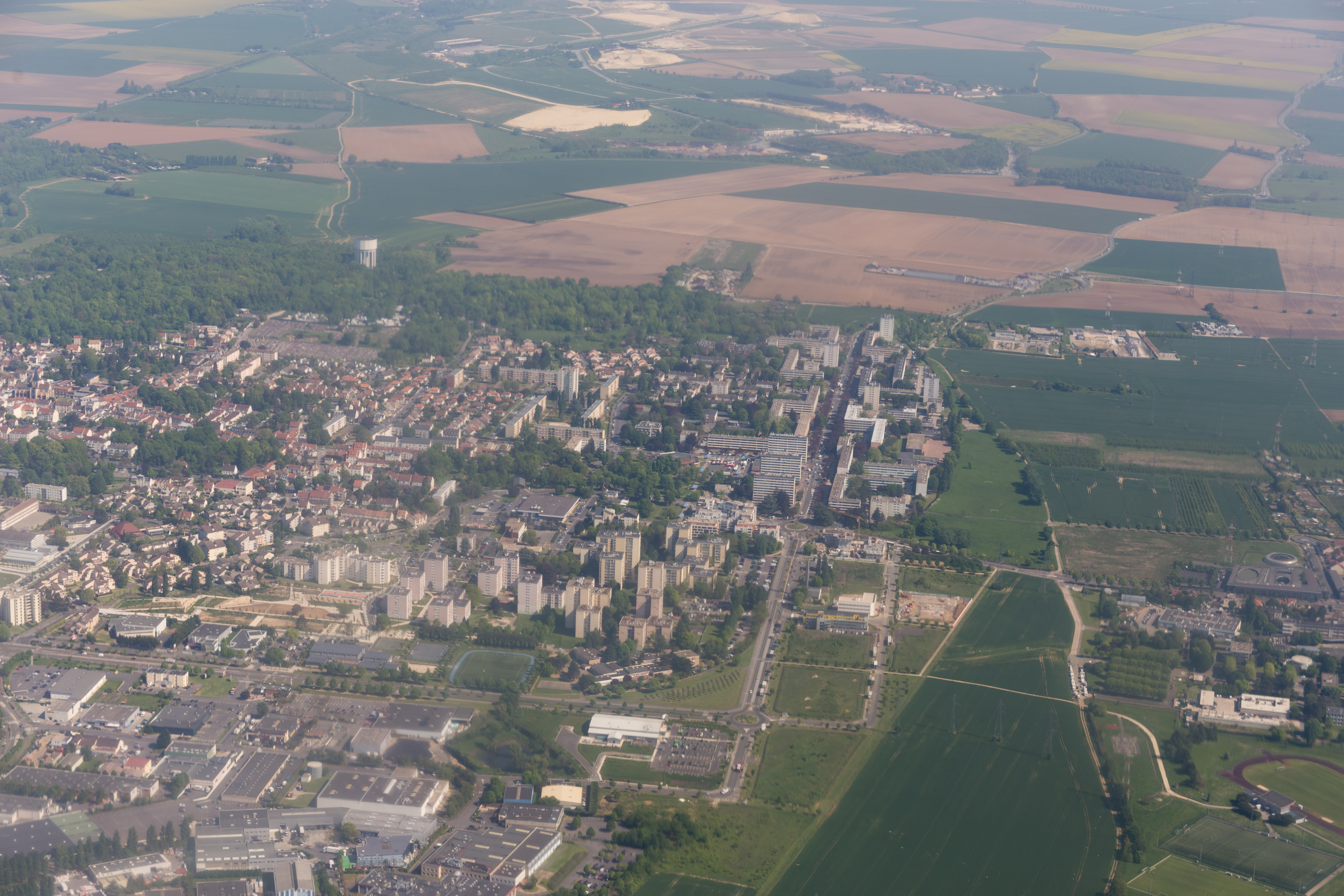
Vue aérienne de Villiers-le-Bel en 2018.

Villiers-le-Bel se situe au cœur de la plaine de France, petite région de grande culture céréalière au nord de Paris.
La commune se trouve dans l'aire d'attraction de Paris, dans l'unité urbaine de Paris, dans le bassin de vie de la capitale de la France et dans la zone d'emploi de Roissy.

### Communes limitrophes
Les communes limitrophes sont Sarcelles au sud, Arnouville et Gonesse à l'est, Bouqueval et Le Plessis-Gassot au nord et Écouen à l'ouest.
| Écouen    | Le Plessis-Gassot | Bouqueval  |
|           | Villiers-le-Bel   | Gonesse    |
| Sarcelles |                   | Arnouville |

### Géologie et relief
La superficie de la commune est de 7,30 km2 ; son altitude varie de 64  à   147 mètres.
Le cœur ancien de la commune est assis sur un promontoire adossé au Mont Griffart, partie Beauvilésoise de la butte-témoin portant la forêt domaniale d'Écouen, l'ensemble domine la petite vallée du Petit Rosne, petit cours d'eau traversant la commune voisine de Sarcelles. La partie nord-est du territoire de la commune est en partie classé depuis la cavée de Bouqueval et encore agricole. La commune occupe environ 730 hectares dont 10 % d'espaces verts.

### Hydrographie
Aucun cours d'eau ne draine la commune.

### Climat
Pour des articles plus généraux, voir Climat de l'Île-de-France et Climat du Val-d'Oise.
En 2010, le climat de la commune est de type climat océanique dégradé des plaines du Centre et du Nord, selon une étude du CNRS s'appuyant sur une série de données couvrant la période 1971-2000. En 2020, Météo-France publie une typologie des climats de la France métropolitaine dans laquelle la commune est exposée à un climat océanique altéré et est dans la région climatique Sud-ouest du bassin Parisien, caractérisée par une faible pluviométrie, notamment au printemps (120 à 150 mm) et un hiver froid (3,5 °C).
Pour la période 1971-2000, la température annuelle moyenne est de 11,3 °C, avec une amplitude thermique annuelle de 15 °C. Le cumul annuel moyen de précipitations est de 689 mm, avec 10,7 jours de précipitations en janvier et 8 jours en juillet. Pour la période 1991-2020, la température moyenne annuelle observée sur la station météorologique la plus proche, située sur la commune de Bonneuil-en-France à 6 km à vol d'oiseau, est de 12,1 °C et le cumul annuel moyen de précipitations est de 616,3 mm,. Pour l'avenir, les paramètres climatiques de la commune estimés pour 2050 selon différents scénarios d'émission de gaz à effet de serre sont consultables sur un site dédié publié par Météo-France en novembre 2022.

## Urbanisme

### Typologie
Au 1er janvier 2024, Villiers-le-Bel est catégorisée grand centre urbain, selon la nouvelle grille communale de densité à sept niveaux définie par l'Insee en 2022.
Elle appartient à l'unité urbaine de Paris, une agglomération inter-départementale regroupant 407  communes, dont elle est une commune de la banlieue,,.
Par ailleurs la commune fait partie de l'aire d'attraction de Paris, dont elle est une commune du pôle principal,. Cette aire regroupe 1 929 communes,.

### Occupation des sols

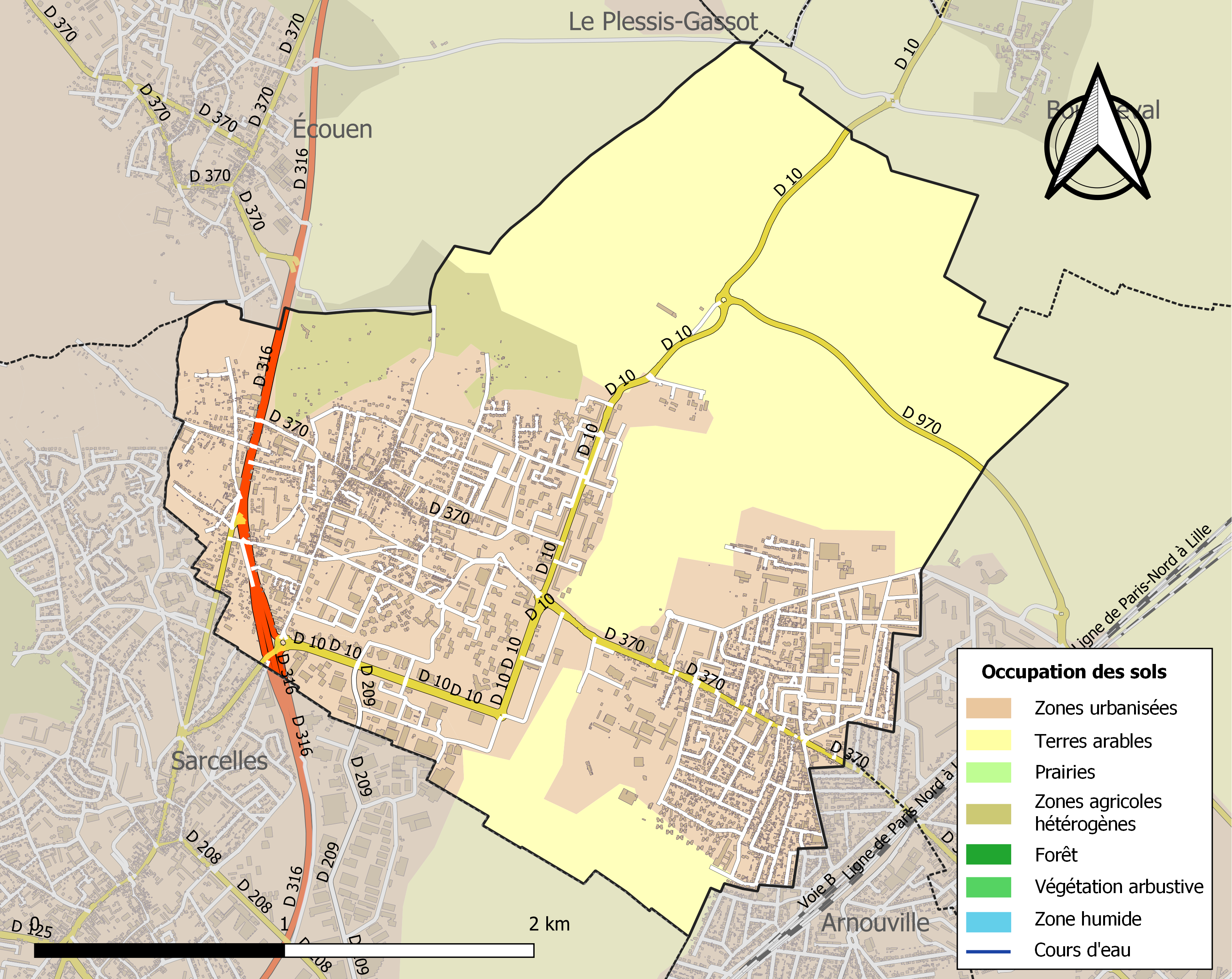
Carte des infrastructures et de l'occupation des sols de la commune en 2018 (CLC).

### Morphologie urbaine
Les différents quartiers de la commune sont :
- La Zac, Derrière les Murs de Monseigneur
- Les Carreaux (Quartier concerné par un projet de renouvellement urbain depuis 2006)
- Le Puits la Marlière
- La Cerisaie (Quartier concerné par un projet de renouvellement urbain depuis 2009)
- Les Buttes
- Le Vieux Villiers (Le Village)
- Les Charmettes
- Les Briques Rouges
- Les Burteaux
- Les Sorbiers
- Le Val Roger
- Le Clair de Lune
- Les Cascades
- Victor Hugo

#### Quartier les Carreaux
Le quartier des Carreaux est construit entre 1956 et 1963 par les architectes Daniel Badani et Pierre Roux-Dorlut. Les premiers habitants arrivent en 1958. Il comporte 1 675 logements.

#### Quartier de la Cerisaie
En 1958, les bâtiments A (les Acacias), B (les Bleuets) et C (les Clématites) de la copropriété de la Cerisaie sortent de terre.
En 1960, le bâtiment B, futur Bleuet, est construit. Des visites guidées ont lieu pour découvrir le quartier de la Cerisaie, avec ses nouvelles écoles, son centre sportif etc.
Les premiers acquéreurs sont des médecins, pilotes de ligne, agents des PTT, sages-femmes, militaires... qui permettent ainsi la construction de zones pavillonnaires.
En 1962, à la suite des accords d'Évian, Louis Perrein, le maire de Villiers le Bel, accueille aux Bleuets les rapatriés d'Algérie. Jusqu'en 1965, les immeubles sortent de terre accueillant de nouveaux arrivants.
En 1965, la main-d’œuvre portugaise, espagnole et algérienne qui travaille aux alentours s'installe dans le quartier bientôt rejointe par les rapatriés du Maroc et de Tunisie.
En 2004, une étude réalisée par le Pact Arim révèle que la copropriété est surendettée, les logements régulièrement squattés et les parties communes laissées à l'abandon, un plan de sauvegarde et de mise en valeur est alors lancé sur le quartier de la Cerisaie qui est classé prioritaire.
En 2007, lors des émeutes de 2007 à Villiers-le-Bel, la bibliothèque et l'école Louis-Jouvet sont incendiés. Les marchands de sommeil sont de plus en plus nombreux.
En 2009, une convention ANRU pour la réhabilitation du quartier est signée. 258 logements répartis sur trois barres sont concernés.
Le 9 avril 2009, la Ville et ses partenaires signaient une convention ANRU portant sur la rénovation du quartier de la Cerisaie et de Derrière-les-Murs. Près de 40 millions d’euros sont mobilisés pour ce projet. Les premières opérations sont livrées en 2013.
Les objectifs urbains du projet :
- Désenclaver le quartier par la création de nouvelles rues.
- Normaliser le fonctionnement de certaines copropriétés dégradées grâce à des dispositifs d’accompagnement mis en place par l’État.
- Augmenter et diversifier l’offre de logements par l’implantation de nouveaux bailleurs.
- Valoriser les espaces verts existants par le réaménagement des espaces libres et la création d’un square et d’un parc urbain.
- Augmenter l’offre en équipements par la construction d’une école, d’une crèche et d’un espace de loisirs sportifs.
- Clarifier les usages et la gestion des espaces par la recomposition foncière.

Le projet comprend :
- La construction de l’école Louis Jouvet
- La construction d’une crèche
- L'aménagement d’un espace de loisirs sportifs.
- La démolition du bâtiment de l’allée des Clématites.
- Le soutien à la réhabilitation de 3 copropriétés dégradées.
- La résidentialisation de deux résidences OSICA et de 4 copropriétés dégradées.
- La construction de 162 logements.
- La création de 5 nouvelles rues.
- L’aménagement d’un square et d’une plaine de jeux.
- La réhabilitation de la Maison de Quartier Salvador Allende, de la PMI et de la crèche des Marmousets.

Les financeur sont la ville de Villiers-le-Bel, La communauté d’agglomération Val de France, L’État (ANRU), La Caisse des dépôts, OSICA, EFIDIS, La Foncière logement.
Côté réhabilitation des copropriétés dégradées :
En 2010, la réhabilitation de la copropriété dégradée des Bleuets commence.
En 2011, la copropriété est scindée en trois entités distinctes (Acacias, Bleuets, Clématites).
En 2012, un second plan de sauvegarde pour les Acacias et les Bleuets voit le jour.
Les Clématites (32 logements) sont détruites en 2013. La mairie lance un plan anti-marchands de sommeil,.

#### Quartier Derrière les Murs de Monseigneur
Le quartier Derrière les Murs de Monseigneur est construit entre 1971 et 1983 par les architectes Maneval, Murat et Lefebvre. Les premiers habitants arrivent en 1973. Il comporte 1 751 logements dont 75 logements en pavillon et 108 logements en petit immeuble.

#### Quartier le Puits-la-Marlière
Le quartier du Puits-la-Marlière est construit entre 1964 et 1972 par les architectes Maneval, Murat et Lefebvre. Les premiers habitants arrivent en 1965. Il comporte 1 597 logements dont 110 logements en pavillon.

### Projets d'aménagement
La rénovation urbaine du Quartier des Carreaux.
Le 25 juillet 2006, la Ville et ses partenaires signaient une convention avec l’Agence Nationale de la Rénovation Urbaine portant sur la rénovation du quartier des Carreaux. Près de 150 millions d’euros ont été mobilisés pour ce projet. Moins d’un an plus tard, en juin 2007, les premiers travaux de cette opération avaient débuté. En 2015 le quartier s’est considérablement transformé. Les derniers chantiers devraient s’étaler jusqu’à 2017.
Les objectifs urbains du projet :
- Réorganiser le quartier par la redistribution foncière, la démolition/reconstruction de plusieurs bâtiments et l’aménagement d’espaces publics et d’espaces résidentialisés.
- Désenclaver le quartier par la réalisation de percées au travers de certains bâtiments et par la création de nouvelles rues.
- Améliorer l’état du bâti par la réhabilitation de l’ensemble des logements conservés dans le quartier.
- Diversifier les parcours résidentiels en construisant des logements en location libre et en accession à la propriété.
- Redonner une place centrale aux équipements par leur reconstruction et leur réimplantation.
- Recréer des lieux de promenades et de rencontres par l’aménagement de nouveaux espaces publics (parcs, squares, places, chemins piétons…).

Dans le concret, le projet comprend entre autres :
- La démolition/reconstruction d’environ 300 logements sociaux Osica
- La réhabilitation de 1200 logements sociaux.
- La construction d'environ 350 logements sociaux (autre bailleur qu'Osica), en location libre et en accession à la propriété
- La reconstruction de six équipements publics et associatifs.
- La création de neuf nouvelles rues.
- L’aménagement de trois grands espaces de convivialité…

Les financeurs sont la Ville de Villiers-le-Bel, La Communauté d’Agglomération Val de France, l'État (ANRU), la Caisse des dépôts, OSICA, la Foncière du logement, l’OPAC de l’Oise, l’AFTRP, EFIDIS et le syndicat de la Géothermie.

### Habitat et logement
En 2021, le nombre total de logements dans la commune était de 10 548, alors qu'il était de 10 080 en 2016 et de 9 987 en 2011.
Parmi ces logements, 93,7 % étaient des résidences principales, 0,9 % des résidences secondaires et 5,3 % des logements vacants. Ces logements étaient pour 20,6 % d'entre eux des maisons individuelles et pour 77,8 % des appartements.
Le tableau ci-dessous présente la typologie des logements à Villiers-le-Bel en 2021 en comparaison avec celle du Val-d'Oise et de la France entière. Une caractéristique marquante du parc de logements est ainsi la faible proportion des résidences secondaires et logements occasionnels (0,9 %) par rapport au département (1,5 %) et à la France entière (9,7 %).
| Typologie                                               | Villiers-le-Bel | Val-d'Oise | France entière |
| ------------------------------------------------------- | --------------- | ---------- | -------------- |
| Résidences principales (en %)                           | 93,7            | 92,4       | 82,2           |
| Résidences secondaires et logements occasionnels (en %) | 0,9             | 1,5        | 9,7            |
| Logements vacants (en %)                                | 5,3             | 6          | 8,1            |

La commune respecte les obligations qui lui sont faites par l'article 55 de la loi SRU de disposer d'au moins 25 % de son parc de résidences principales constituées de logements sociaux.

### Voies de communication et transports

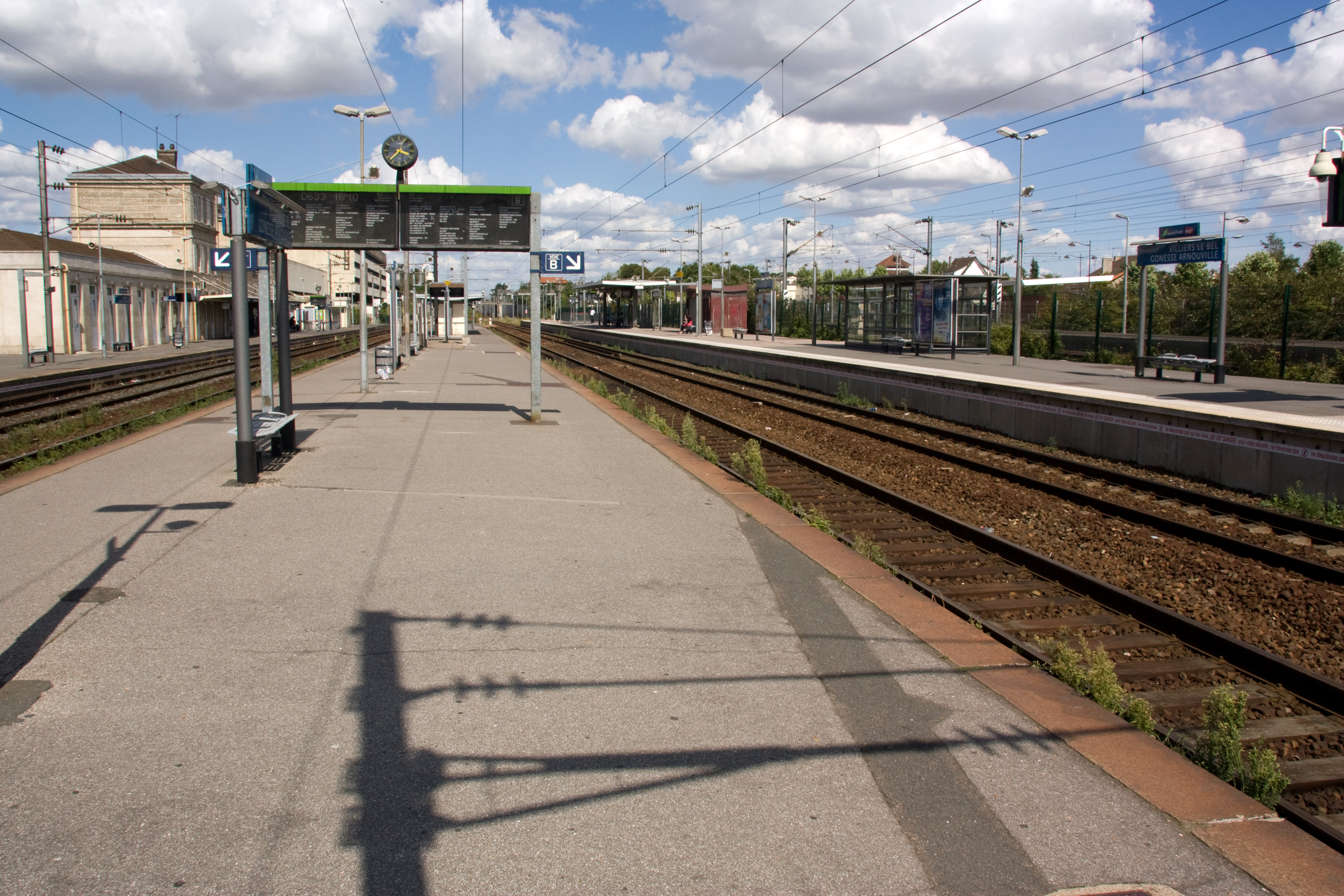
La gare de Villiers-le-Bel - Gonesse - Arnouville.

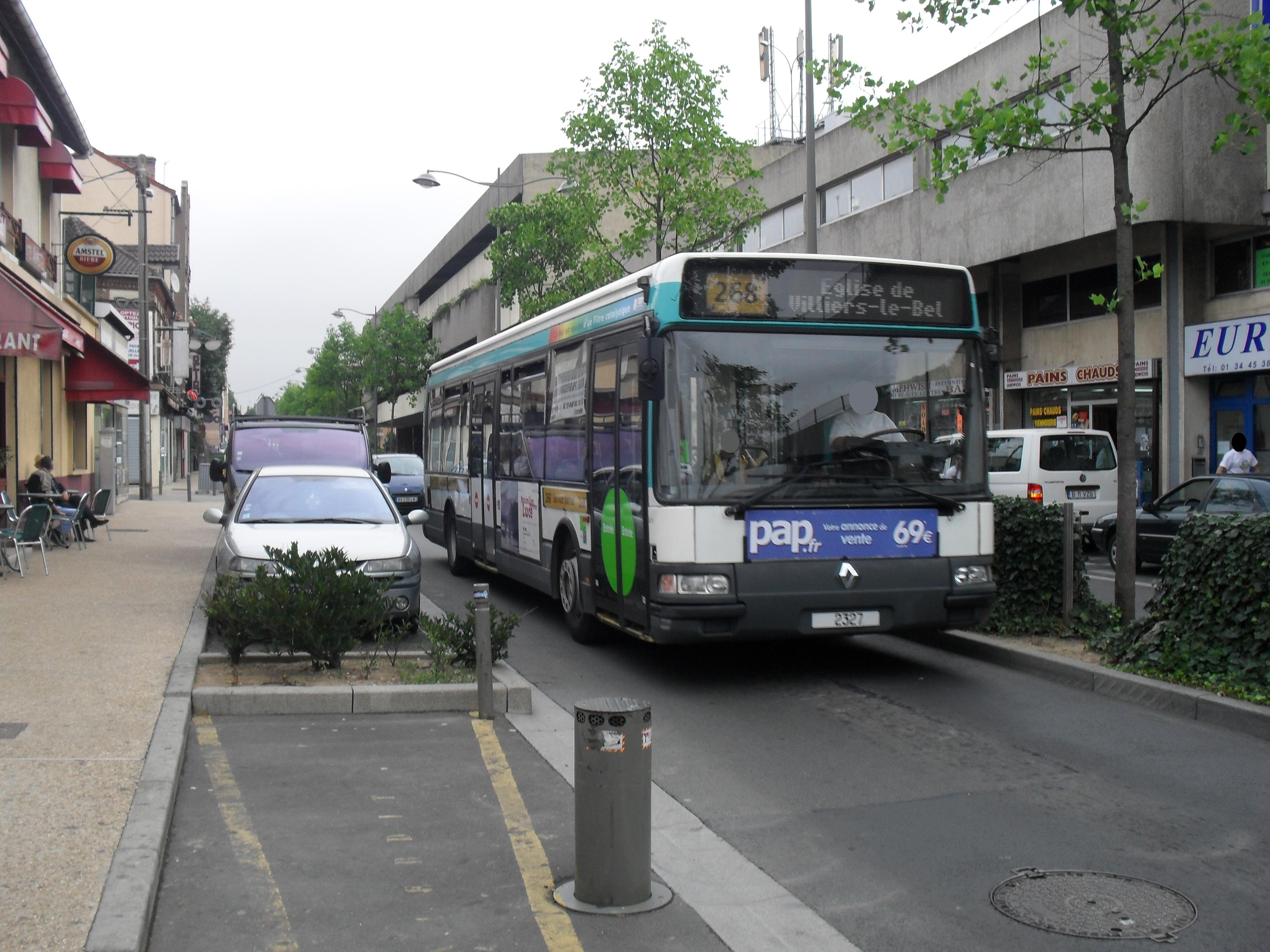
Bus RATP 268.

#### Voies de communication
La ville est traversée par l'ancienne route nationale 370 (actuelle RD 370), qui la relie aux anciennes nationales 16 et 17 (actuelles RD 316 et 317). Celles-ci donnent accès à l'ensemble du réseau routier et autoroutier francilien.

#### Transports
La commune est desservie par la gare de Villiers-le-Bel - Gonesse - Arnouville située à Arnouville sur le   et la ligne Paris - Lille.
La commune est également desservie par quatre lignes de bus exploitées par la RATP :
- 268, de Saint-Denis-Université Métro à Villiers-le-Bel RER,
- 269, de Garges-Sarcelles RER à Ézanville - Les Bourguignons et Hôtel de Ville d'Attainville,
- 270 de Stains-La Cerisaie à Villiers-le-Bel RER.

La ligne 370 de Gare de Villiers-le-Bel - Gonesse - Arnouville au Marché de Saint-Brice-sous-Forêt et du Marché de Saint-Brice-sous-Forêt à la Gare de Villiers-le-Bel - Gonesse - Arnouville. La ligne 370 passe par Arnouville. Depuis la mise en service du T5 en 2013, elle remplace la ligne 268 concernant la Navette de la Cité des Carreaux (entre Villiers-le-Bel RER et la Cité des Carreaux). La Navette circule uniquement aux heures de pointe en semaine.

## Toponymie
Villare Bellum en 1202, Villers-le-Bel.
La commune tire son nom du latin villare, domaine rural, et de l'anthroponyme Le Bel, par conséquent sans aucune allusion esthétique en rapport avec le lieu.
La seconde partie du toponyme est un nom de personne. Un certain Radulfus Bellus (Raoul le Bel, en français) occupait en effet le territoire à la fin du XIe siècle.

## Histoire

### Antiquité
La fondation du village remonterait au Ier ou IIe siècle comme l'atteste la présence d'un puits gallo-romain de cette époque dans la commune, au no 2 de la rue Jules Ferry. Il est fait mention de Villiers en 320 et le village est cité pour la première fois dans une charte de Louis le Pieux en 832.

### Moyen Âge
Les seigneurs du lieu, les Le Bel, famille au service du roi de France, sont mentionnés dans divers textes à partir de 1092. Le plus ancien connu est Matthieu le Bel qui était chevalier et vassal de l'abbaye de Saint-Denis. Les Le Bel adoptent le nom de Villiers à la fin du XIIe siècle.
En 1470, ce lieu, peuplé de 80 feux, était l'un des plus peuplés du diocèse de Paris.

### Temps modernes
Par testament, le dernier descendant direct de la lignée, Antoine Le Bel[réf. nécessaire], évêque de Beauvais, abandonne son fief au connétable Anne de Montmorency en 1535. Le petit bourg vit à cette époque de l'agriculture, d'une importante activité dentellière et des carrières à plâtre (exploitation du gypse).
Le protestantisme se développe à cette époque, mais la révocation de l'édit de Nantes en 1685 provoque la démolition du temple, tandis que la communauté choisit la conversion, ou le départ du village.

### Révolution française et Empire
En 1800, le village compte 1 300 habitants et devient en 1820 le premier fournisseur de salades de la capitale.

### Époque contemporaine
Ouverture en 1859 de la gare de Villiers-le-Bel - Gonesse - Arnouville par la compagnie des chemins de fer du Nord.
Le chemin de fer dessert la commune et comme dans la plupart des environs de la capitale, provoque une importante mutation sociale et économique. Le quartier de la nouvelle gare est progressivement loti et voit s'installer une population d'ouvriers et d'employés.
En 1859, toujours, la ligne du tramway de Villiers-le-Bel, premier tramway à vapeur de France, est créé. Il relie la gare au village distant de 3 kilomètres environ.
Durant le siège de Paris en 1870, Villiers est sous le joug prussien.

Villiers-le-Bel au tout début du XXe siècle
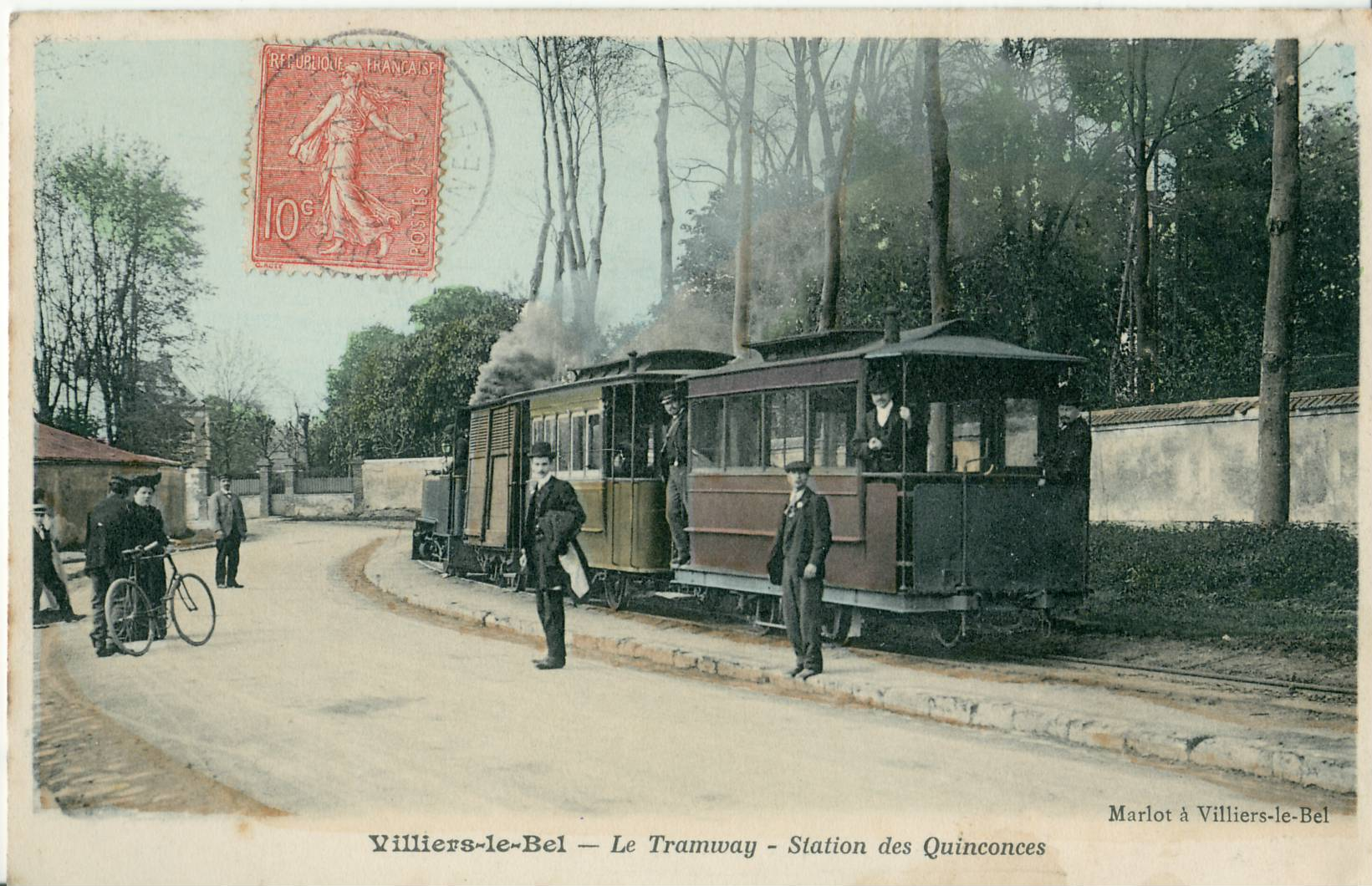
Le tramway de Villiers-le-Bel, vers 1905.
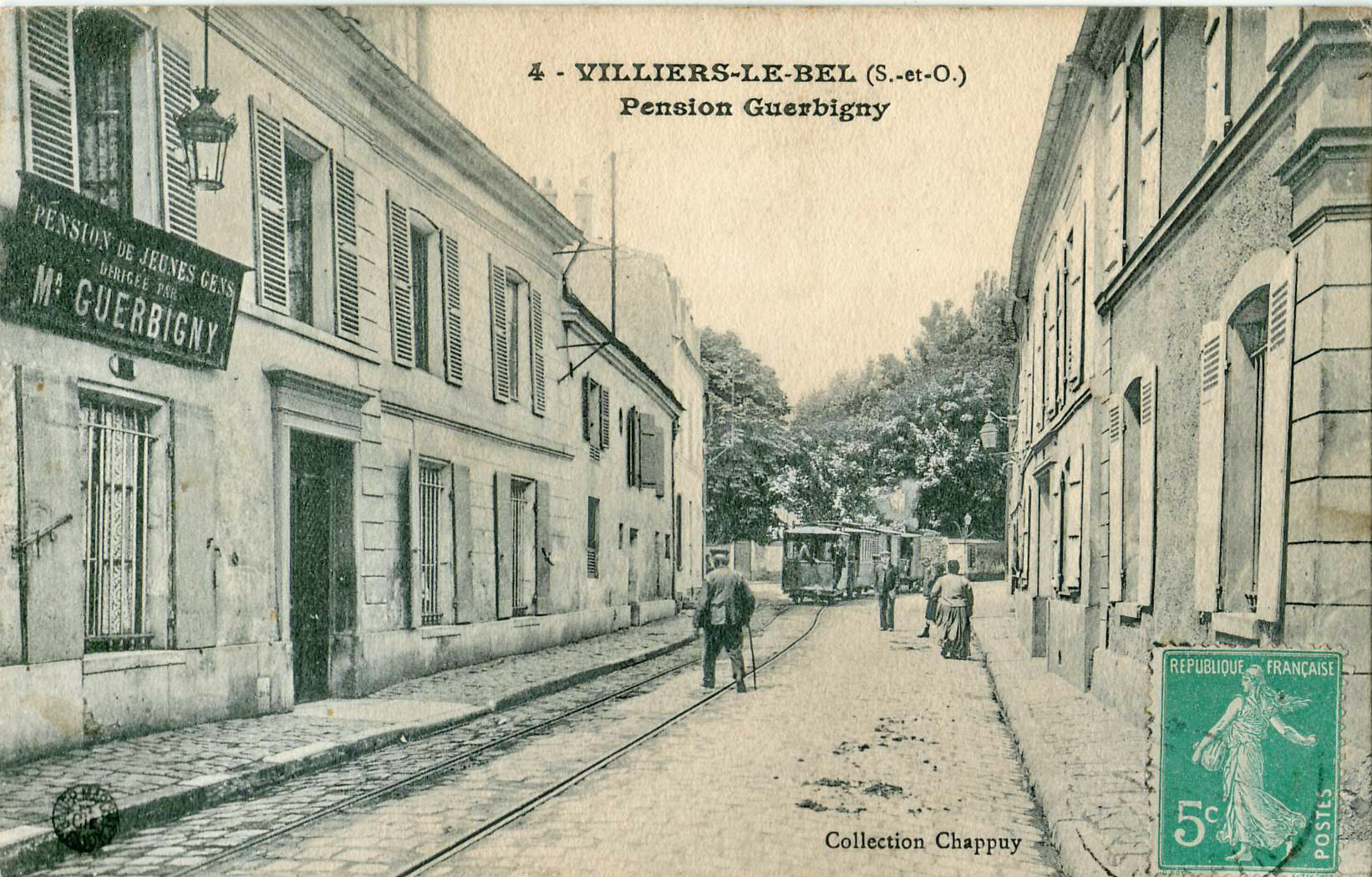
La pension Guerbigny.
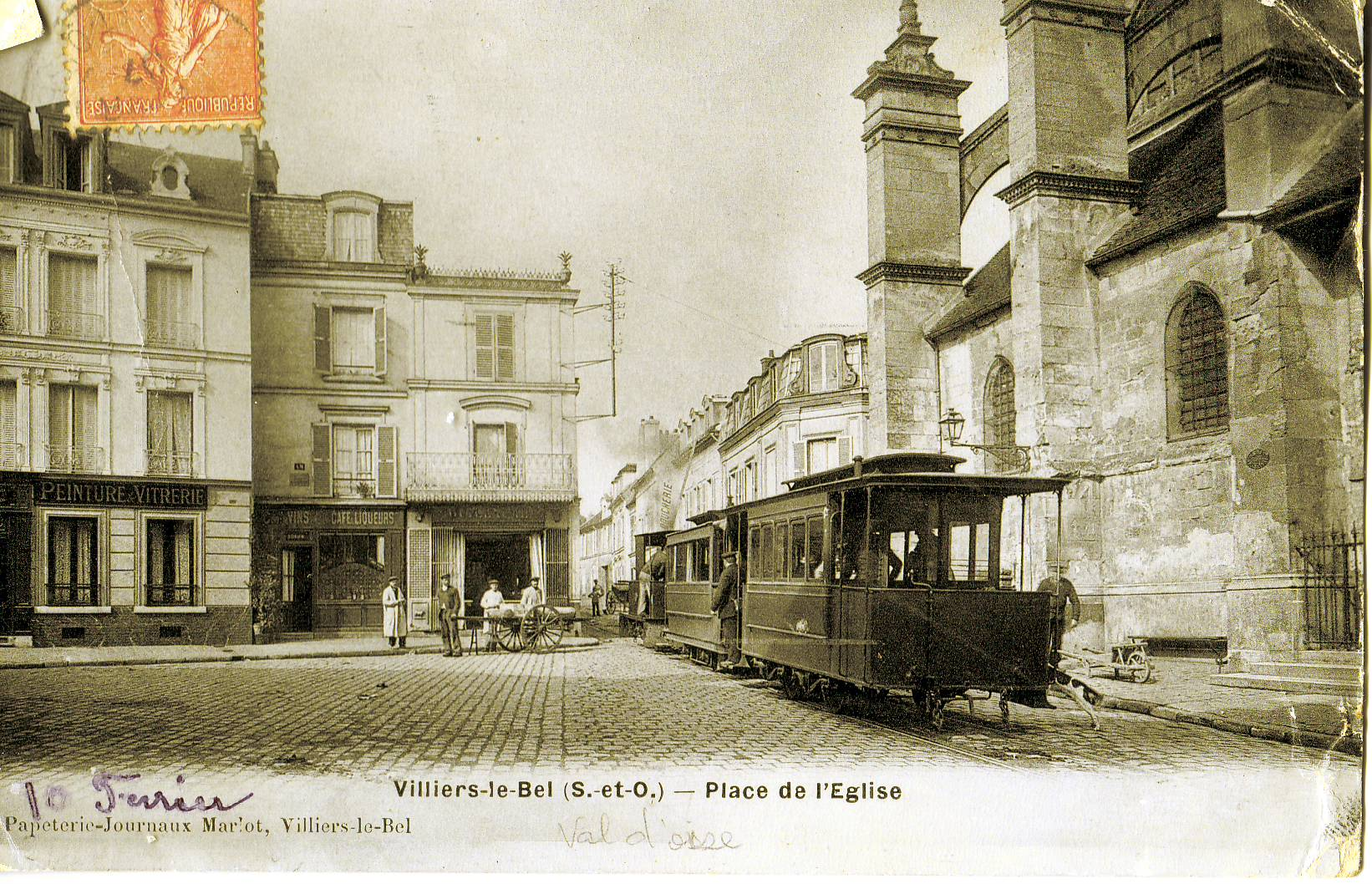
La place de l'église.
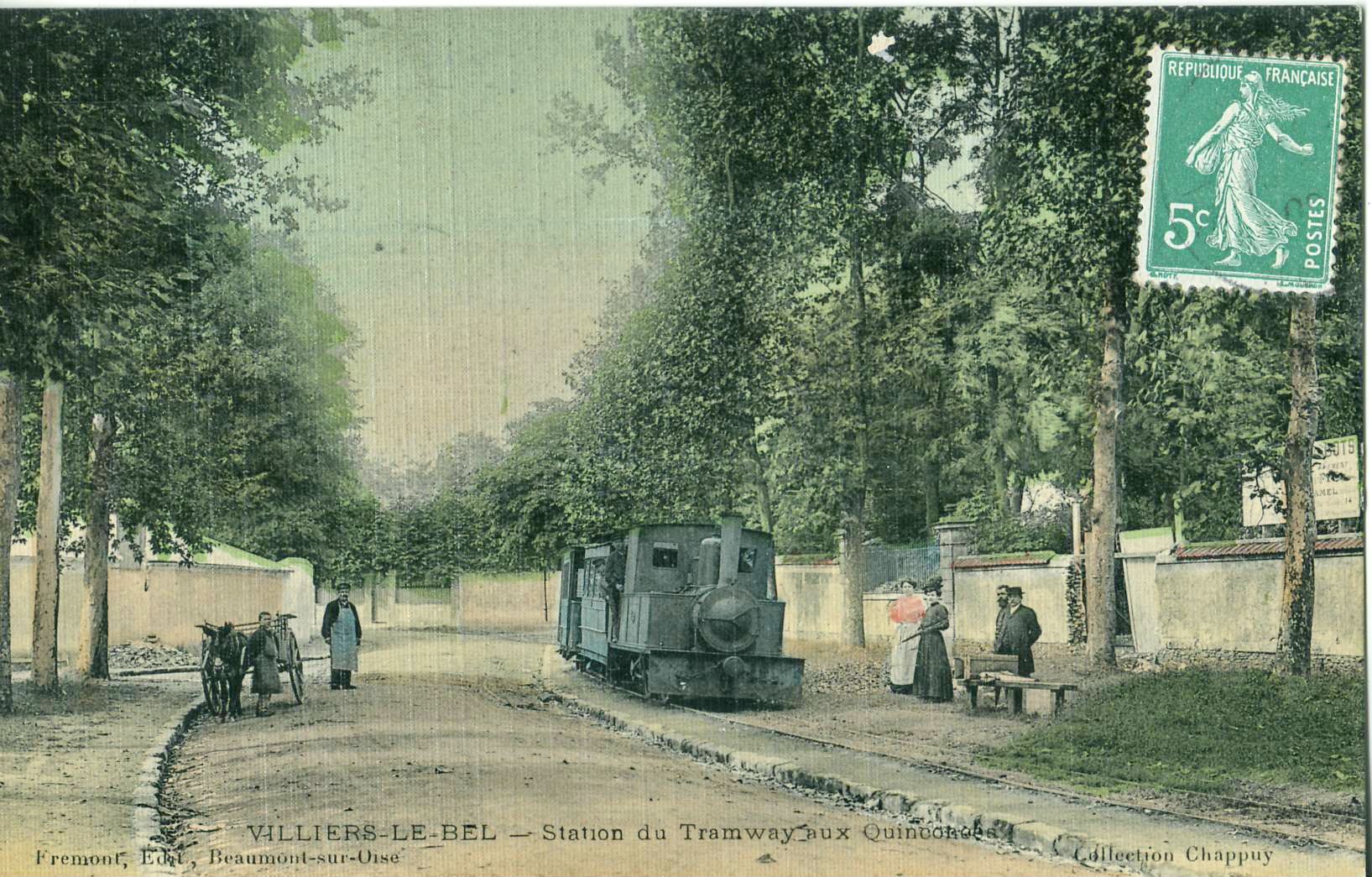
Tramway aux Quinconces.

Vers 1920, Villiers devient une banlieue pavillonnaire.
En 1928, le tramway est électrifié.

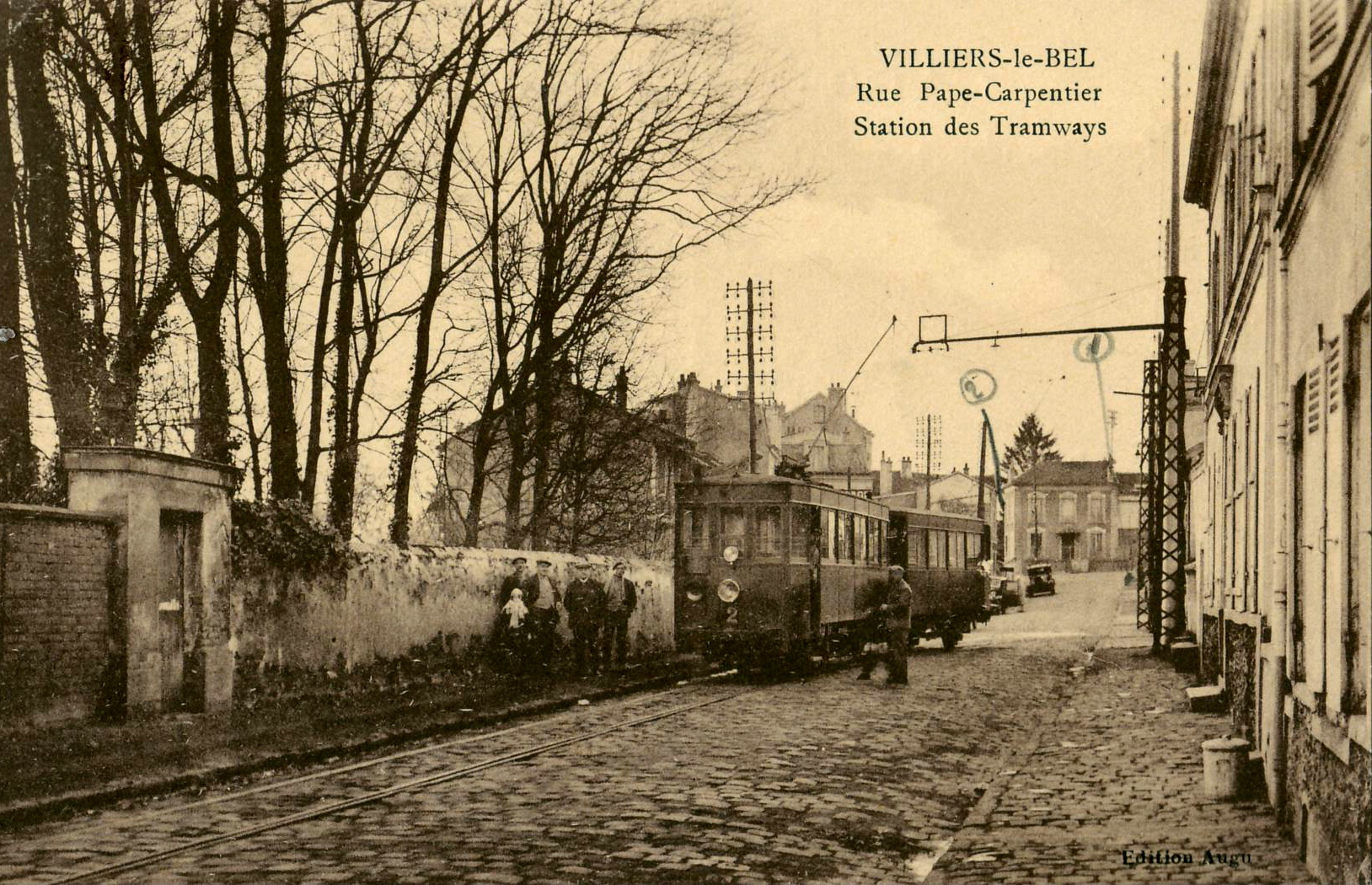
La rue Pape-Carpentier dans les années 1930, avec une rame électrique du tramway.

En 1930, les premiers lotissements sortent de terre, et en 1931, la population de la commune a doublé.
En 1949, le tramway est remplacé par la ligne de bus 268 faisant cesser son exploitation
En 1950, la ville compte 5 000 habitants.
En 1954, la commune compte un peu plus de 5 000 habitants pour 1 600 logements
En 1955 débute, à l'Est du village, la construction du grand ensemble les Carreaux de 1 600 logements est construit par les architectes Daniel Badani et Pierre Roux-Dorlut.
En 1958, la construction des bâtiments A, B et C (les Acacias, les Bleuets et les Clématites) de la copropriété de la Cerisaie commence.
En 1960, dans le quartier de la Cerisaie, après le bâtiment A, futur Acacias, c'est au tour du bâtiment B, futur Bleuets, de sortir de terre.
En 1964, débute la construction du grand ensemble du Puits la Marlière
En 1970, Villiers compte environ 20 000 habitants[réf. nécessaire].
En 1971, le grand ensemble Derrière les Murs de Monseigneur, également appelé DLM est bâti. Le nom fait référence au manoir d'un chevalier construit à cet endroit au XIVe siècle au milieu d'un verger le tout entouré d'un mur.
En 1985, Villiers compte 26 000 habitants environ.
Le 25 novembre 2007, deux mineurs, le pilote et le passager d'une mini-moto, meurent à la suite d'un accident de la circulation avec une voiture de police. Peu après, un commissaire est gravement violenté, et le soir même, la ville devient le théâtre d'émeutes entre la police et de jeunes habitants de la ville. Le second soir, les effectifs locaux de police sont épaulés de renfort de circonscription de police limitrophe. Plusieurs équipements publics ou privés sont incendiés (dont la Bibliothèque Louis-Jouvet, l'Institut des métiers de l'artisanat, et le bureau de la Police nationale). Au second jour des échauffourées, on dénombre cent-vingt blessés parmi les policiers. Les forces de l'ordre sont également prises pour cible par des tireurs utilisant des armes de chasse. Le troisième soir, au vu du nombre de policiers et sapeur-pompiers blessés, des tireurs d'élite du RAID seront mobilisés, et le nombre des forces de l'ordre fortement augmenté.
En 2010 la population de Villiers-le-Bel est d'environ 27 000 habitants.
En 2013, la mairie de Villiers-le-Bel, déclare la guerre aux marchands de sommeil,.

## Politique et administration

### Rattachements administratifs et électoraux
Jusqu’à la loi du 10 juillet 1964, la commune faisait partie du département de Seine-et-Oise. Le redécoupage des anciens départements de la Seine et de Seine-et-Oise fait que la commune appartient désormais au Val-d'Oise après un transfert administratif effectif le 1er janvier 1968 et à son |arrondissement de Sarcelles.
La commune a fait partie de 1801 à 1967 du canton d'Écouen. Lors de la mise en place du département du Val-d'Oise, elle est intégrée au canton de Garges-lès-Gonesse, qui est scindé en 1976 et la ville devient alors le chef-lieu du canton de Villiers-le-Bel. Dans le cadre du redécoupage cantonal de 2014 en France, la commune devient le bureau centralisateur de ce canton.

### Intercommunalité
Entre 1997 et 2016, la ville est membre fondateur de la communauté d'agglomération Val de France.
Dans le cadre de la mise en œuvre de la loi MAPAM du 27 janvier 2014, qui prévoit la généralisation de l'intercommunalité à l'ensemble des communes et la création d'intercommunalités de taille importante, le préfet de la région d'Île-de-France approuve le 4 mars 2015 un schéma régional de coopération intercommunale qui prévoit notamment la « fusion de la communauté d'agglomération Val de France (95) et de la communauté d'agglomération Roissy Porte de France (95), et extension du périmètre du nouveau regroupement aux communes de Seine-et-Marne (77) suivantes : Claye-Souilly, Compans, Dammatin-en-Goële, Gressy, Le Mesnil-Amelot, Longperrier, Mauregard, Mitry-Mory, Moussy-le-Neuf, Moussy-le-Vieux, Othis, Rouvres, Saint-Mard, Thieux, Villeneuve-sous-Dammartin, Villeparisis ».
C'est ainsi que Val de France a fusionné avec la communauté d'agglomération Roissy Porte de France et 17 communes de Seine et Marne pour former le 1er janvier 2016 la Communauté d'agglomération Roissy Pays de France dont Villiers-le-Bel fait dorénavant partie.

### Tendances politiques et résultats
À l’élection présidentielle de 2002, le premier tour a vu arriver en tête Lionel Jospin avec 24,55 %, suivi de Jean-Marie Le Pen avec 18,59 %, Jacques Chirac avec 16,68 %, puis Christiane Taubira avec 8,54 %, Jean-Pierre Chevènement avec 5,33 %, Arlette Laguiller avec 4,64 %, François Bayrou avec 4,03 %, Noël Mamère avec 3,67 % et Alain Madelin avec 3,65 %, aucun autre candidat ne dépassant le seuil des 3,5 %.
Au second tour, les électeurs ont voté à 81,92 % pour Jacques Chirac contre 18,08 % pour Jean-Marie Le Pen avec un taux d’abstention de 23,82 %, valeurs assez conformes à la tendance nationale (respectivement 82,21 % et 17,79 % ; abstention 20,29 %).
Au référendum sur le traité constitutionnel pour l’Europe du 29 mai 2005, les Beauvillésois ont très massivement rejeté la Constitution Européenne, avec 64,05 % de Non contre 35,95 % de Oui avec un taux d’abstention particulièrement élevé de 43,03 % (France entière : Non à 54,67 % ; Oui à 45,33 % ; abstention : 30,63 %). Ces chiffres sont très supérieurs à la tendance départementale du Val-d'Oise (Non à 53,47 % ; Oui à 46,53 %) mais inverses aux résultats franciliens (Oui 53,99 % ; Non 46,01 %).
À l’élection présidentielle de 2007, le premier tour a vu majoritairement les suffrages se placer sur les deux principaux candidats, en tête Ségolène Royal avec 40,75 % (national : 25,87 %), suivi de Nicolas Sarkozy avec 26,40 % (national : 31,18 %), puis François Bayrou avec 13,74 % et Jean-Marie Le Pen avec 8,98 %, aucun autre candidat ne dépassant le seuil des 4 %. Le second tour a vu arriver en tête Ségolène Royal avec 58,29 %, Nicolas Sarkozy totalisant 41,71 % des suffrages beauvillésois, chiffres inverses aux résultats nationaux avec un taux d'abstention de 18,24 %, légèrement supérieur à la moyenne nationale de 16,03 %.
La liste conduite par Didier Vaillant, maire sortant PS, est élue au premier tour des élections municipales de mars 2008 à hauteur de 61,52 % des suffrages exprimés, contre celle de l'UMP conduite par Sylvie Noachovitch qui n'en a obtenu que 38,48 %.
Lors du second tour des élections municipales de 2014 dans le Val-d'Oise, la liste PS du maire sortant Jean-Louis Marsac obtient la majorité absolue des suffrages exprimés, avec 2 670 voix (52,20 %, 27 conseillers municipaux élus dont 8 communautaires), devançant très largement les listes menées respectivement par :

- Thierry Oukoloff (UMP-UDI, 1 467 voix, 28,68 %, 5 conseillesr municipaux élus dont 1 communautaire) ;

- Mamadou Konate (DVG, 977 voix, 19,10 % , 3 conseillers municipaux élus dont 1 communautaire).

Lors de ce scrutin, 61 % des électeurs se sont abstenus.
Lors du second tour des élections municipales de 2020, la liste menée par le maire sortant Jean-Louis Marsac (DVG) obtient la majorité absolue des suffrages exprimés, avec 2 341 voix (51,84 %, 27 conseillers municipaux élus dont 6 communautaires), devançant largement celles menées par, : 

- Sori Dembélé (DVG, 1 849 voix, 40,95 %, 7 conseillers municipaux élus dont 1 communautaire) ; 

- Michel Dufros (DVD/Soyons libres; 325 voix, 7,19 %, 1 conseiller municipal élu), 

Lors de ce scrutin marqué par la pandémie de Covid-19 en France, 63,36 % des électeurs se sont abstenus.

### Liste des maires
| Période        | Période                         | Identité           | Étiquette    | Qualité |
| -------------- | ------------------------------- | ------------------ | ------------ | --- |
| 1788           | 1790                            | Jean Goujon        |              | |
| 1790           | 1791                            | Charles Morillon   |              | |
| 1791           | 1792                            | Louis Flament      |              | |
| 1792           | 1794                            | Pierre Gouffé      |              | |
| 1794           | 1795                            | Henri Duval        |              | |
| 1795           | 1796                            | Pierre Gouffé      |              | |
| 1796           | 1796                            | Jean Goujon        |              | |
| 1796           | 1813                            | Jean Morillon      |              | |
| 1813           | 1816                            | Louis Mulot        |              | |
| 1816           | 1830                            | Jean Gavignot      |              | |
| 1830           | 1831                            | Edme Lechat        |              | Notaire |
| 1831           | 1834                            | Pierre Goujon      |              | |
| 1834           | 1844                            | Jacques Vivien     |              | |
| 1844           | 1860                            | Jean Atrapart      |              | |
| 1860           | 1867                            | Urbain Bompaix     |              | |
| 1867           | 1871                            | Joseph Guerbigny   |              | |
| 1871           | 1872                            | Arsène Leroy       |              | |
| 1872           | 1876                            | Joseph Guerbigny   |              | |
| 1876           | 1878                            | Jean Fouquet       |              | |
| 1878           | 1881                            | Étienne Jacob      |              | |
| 1881           | 1895                            | Victor Gouffé      |              | |
| 1895           | 1898                            | Germeuil Guerbigny |              | |
| 1898           | 1900                            | Léon Jesson        |              | |
| 1900           | 1904                            | Germeuil Guerbigny |              | |
| 1904           | 1935                            | Julien Boursier    |              | Architecte-expert Conseiller municipal de Villiers-le-Bel (1901) Suppléant de la Justice de Paix et Ministère Public Délégué cantonal (1919) |
| 1935           | 1944                            | Virgile Guerbigny  | Rad.ind.     | Conseiller d'arrondissement (1934 → 1940) |
| 1944           | mars 1959                       | Aimé Logier        |              | |
| mars 1959      | 1988                            | Louis Perrein      | SFIO puis PS | Ancien directeur des PTT du Val-de-Marne Adjoint au maire (1988 → 1995) Sénateur du Val d'Oise (1977 → 1995) Conseiller général de Villiers-le-Bel (1976 → 1994) Chevalier de la Légion d'honneur et de l'Ordre national du Mérite Démissionnaire |
| 1988           | septembre 1997                  | Raymonde Le Texier | PS           | Assistante sociale retraitée Députée du Val-d'Oise (8e circ.) (1997 → 2001) Sénatrice du Val d'Oise (2004 → 2011) Conseillère régionale d'Île-de-France (1986 → 1994) Démissionnaire                                                              |
| septembre 1997 | juin 2012                       | Didier Vaillant,   | PS           | Attaché d'administration centrale Président de la CA Val de France (2007 → 2015) Vice-président de la CA Roissy Pays de France (2016 → 2018) Démissionnaire                                                                                       |
| juin 2012      | septembre 2024                  | Jean-Louis Marsac, | PS puis DVG  | Ancien ouvrier chez Alstom Vice-président de la CA Roissy Pays de France (2020 → ) Démissionnaire |
| septembre 2024 | En cours (au 11 septembre 2024) | Djida Techtach     | DVG          | Cheffe d'entreprise Première adjointe au maire (2020 → 2024) Conseillère départementale de Villiers-le-Bel (2015 → 2021) |

## Équipements et services publics

### Enseignement
Villiers-le-Bel est située dans l'académie de Versailles.
La ville administre onze écoles maternelles et écoles élémentaires communales[Quand ?].
Le département gère trois collèges[Quand ?] (Saint-Exupéry, Martin-Luther-King, Léon-Blum) et la région Île-de-France le lycée professionnel (Pierre Mendes-France (en)).
Villiers-le-Bel compte également deux établissements privés[Quand ?] : le collège Saint-Didier (1 rue Gambetta) et l'établissement secondaire ORT France (32 avenue de Choiseul), ainsi qu'un centre de formation des apprentis (CFA) de l'Institut des métiers de l'artisanat, d'une capacité de 1 200 élèves, qui accueille des élèves âgés de 16 à 25 ans et forme aux métiers de l'automobile et de l'alimentation.
Le collège Saint-Exupéry est un collège sportif ayant participé à de nombreuses compétitions et championnats. Les sports enseignés sont le VTT, l'athlétisme, le football et la natation.

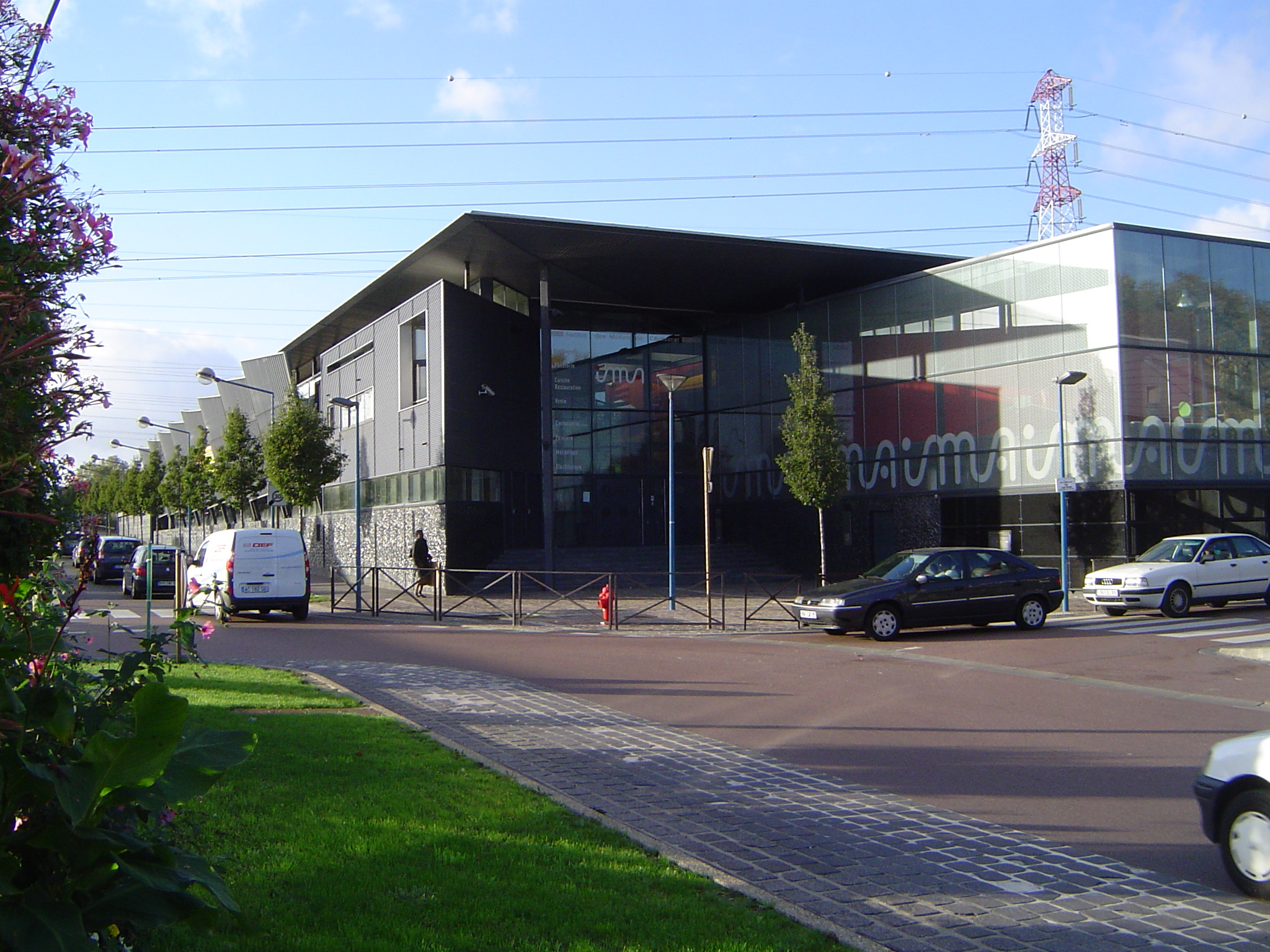
L'Institut des métiers de l'artisanat.
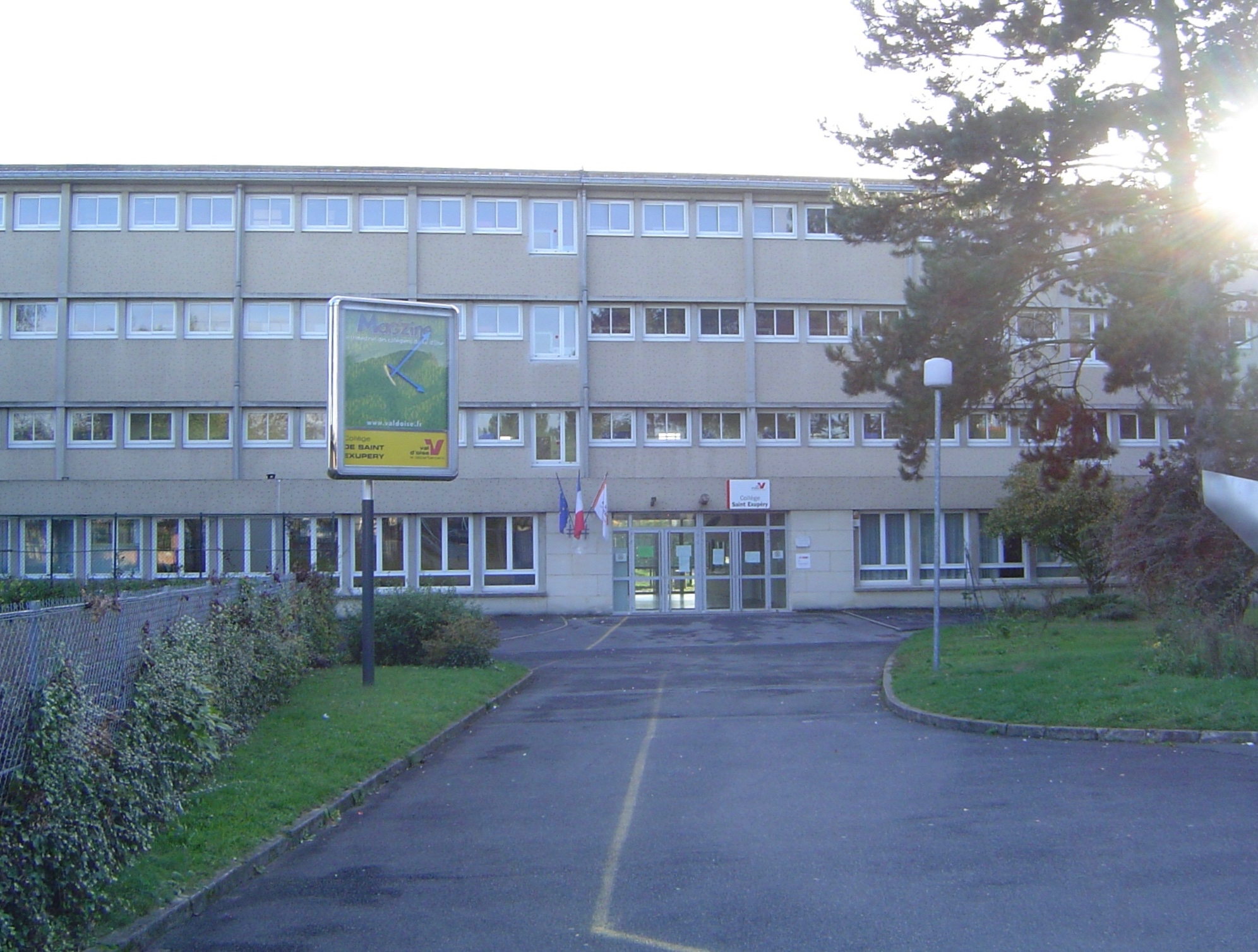
Le collège Saint-Exupéry.

### Santé

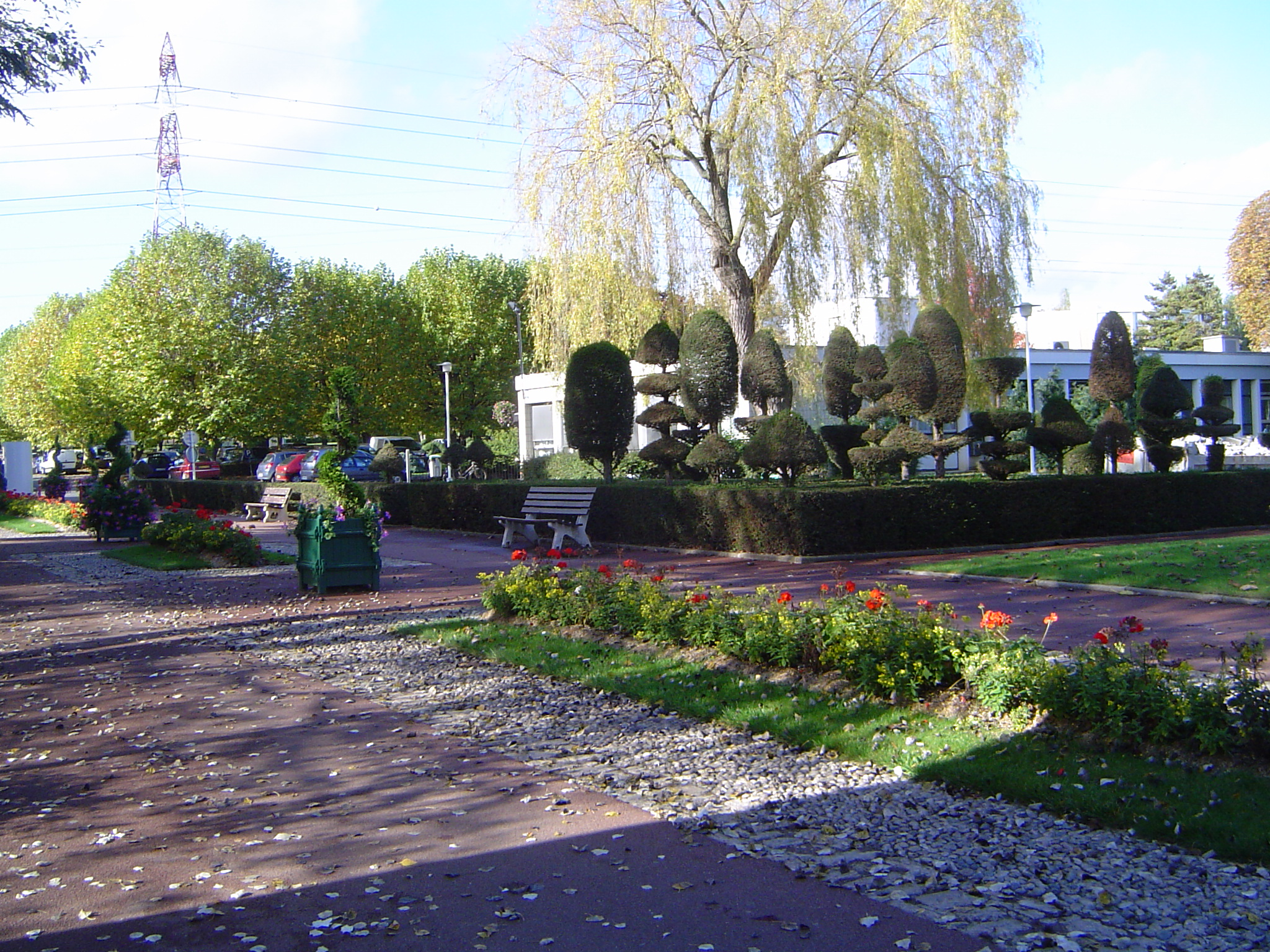
L'entrée principale de l'hôpital Charles-Richet.

Villiers-le-Bel dispose d'un hôpital : l'Hôpital Adélaïde-Hautval (autrefois dénommé Charles Richet).

### Équipements sportifs
La ville dispose de cinq gymnases, deux complexes de tennis, cinq complexes de football et d'autres en gymnases (dont trois au parc des sports), une piscine municipale, deux complexes de basket et deux salles de musculation au gymnases Émile-Zola à la cité de la ZAC. En avril 2008, l'Académie Christophe Tiozzo est créée dans l'un de ces gymnases.

### Justice, sécurité, secours et défense

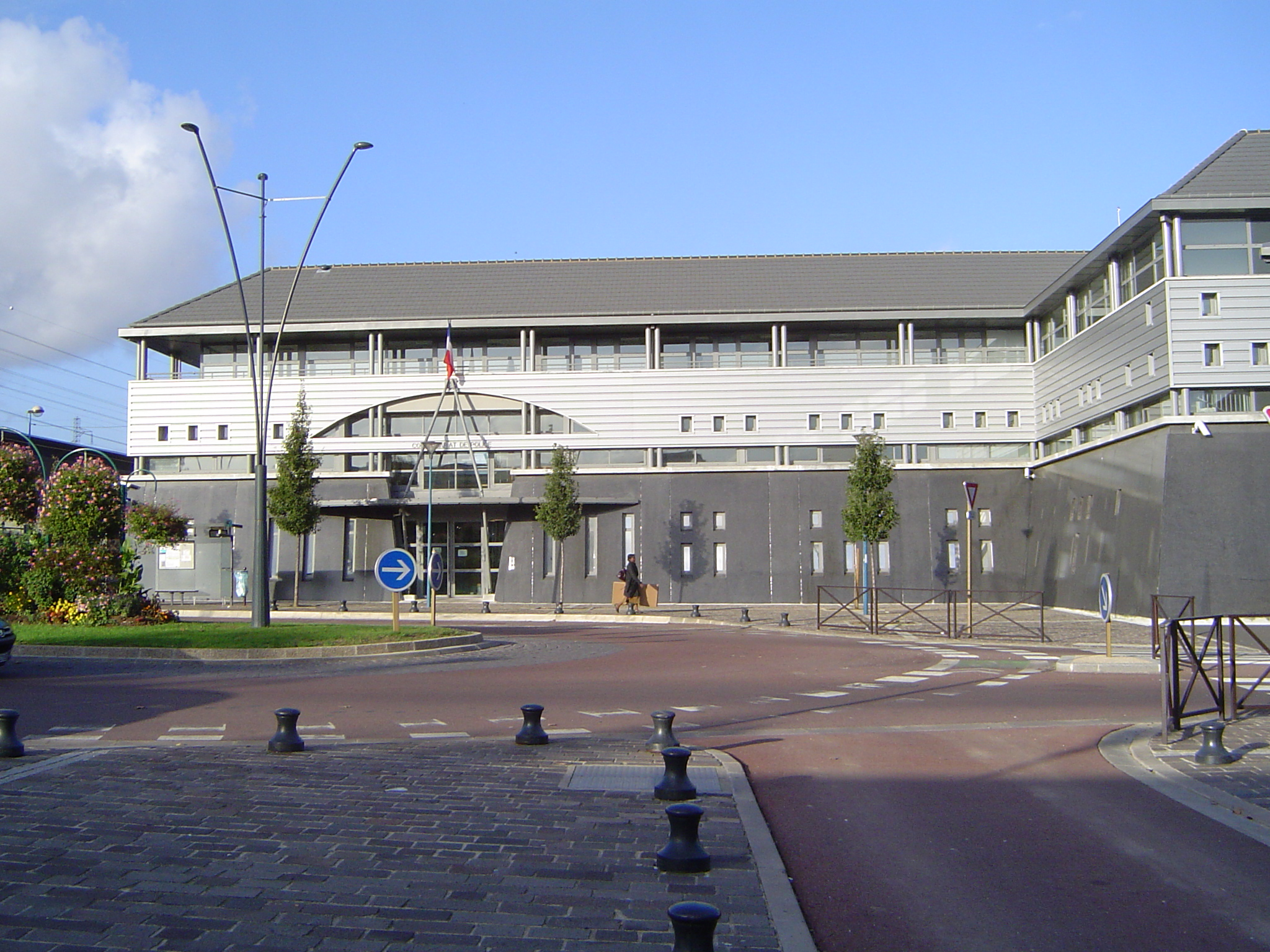
Le commissariat de police.

Le bureau de police de Villiers-le-Bel a brûlé pendant les émeutes du 25 et 26 novembre 2007. Un commissariat de police a ouvert ses portes en juin 2008. Le chantier a été mis en place au 3e trimestre 2006.
Villiers-le-Bel fait partie de la juridiction d’instance de Gonesse (depuis la suppression du tribunal d'instance d'Écouen en février 2008), et de grande instance ainsi que de commerce de Pontoise. La commune accueille par ailleurs une maison de la justice et du droit (2, rue Ponpon),.

## Population et société
Les habitants sont appelés les Beauvillésois.

### Démographie
L'évolution du nombre d'habitants est connue à travers les recensements de la population effectués dans la commune depuis 1793. Pour les communes de plus de 10 000 habitants les recensements ont lieu chaque année à la suite d'une enquête par sondage auprès d'un échantillon d'adresses représentant 8 % de leurs logements, contrairement aux autres communes qui ont un recensement réel tous les cinq ans,.

En 2022, la commune comptait 29 238 habitants, en évolution de +7,31 % par rapport à 2016 (Val-d'Oise : +4 %, France hors Mayotte : +2,11 %).
| 1793  | 1800  | 1806  | 1821  | 1831  | 1836  | 1841  | 1846  | 1851  |
| ----- | ----- | ----- | ----- | ----- | ----- | ----- | ----- | ----- |
| 1 633 | 1 350 | 1 325 | 1 178 | 1 209 | 1 322 | 1 883 | 1 979 | 1 934 |

| 1856  | 1861  | 1866  | 1872  | 1876  | 1881  | 1886  | 1891  | 1896  |
| ----- | ----- | ----- | ----- | ----- | ----- | ----- | ----- | ----- |
| 1 951 | 2 132 | 2 107 | 1 735 | 1 968 | 2 016 | 1 968 | 1 649 | 1 644 |

| 1901  | 1906  | 1911  | 1921  | 1926  | 1931  | 1936  | 1946  | 1954  |
| ----- | ----- | ----- | ----- | ----- | ----- | ----- | ----- | ----- |
| 1 723 | 1 718 | 1 845 | 2 377 | 3 324 | 4 389 | 4 351 | 4 209 | 4 852 |

| 1962   | 1968   | 1975   | 1982   | 1990   | 1999   | 2006   | 2011   | 2016   |
| ------ | ------ | ------ | ------ | ------ | ------ | ------ | ------ | ------ |
| 12 797 | 19 119 | 21 876 | 24 808 | 26 110 | 26 145 | 27 130 | 27 428 | 27 247 |

| 2021   | 2022   | - | - | - | - | - | - | - |
| ------ | ------ | - | - | - | - | - | - | - |
| 28 836 | 29 238 | - | - | - | - | - | - | - |

### Cultes
- Culte protestant : Église évangélique baptiste de Villiers-le-Bel
- Culte catholique : église Saint Didier dans le Vieux-Villiers ; chapelle aux Carreaux.
- Culte israélite : synagogue située aux Carreaux.
- Culte musulman : petite mosquée située dans le quartier de la Zac, « Derrière les Murs de Monseigneur » ; Grande mosquée située rue d'Hérivaux, près des « Briques rouges »

## Économie

### Revenus de la population et fiscalité
Le revenu fiscal médian par ménage était en 2006 de 11 575 €, ce qui place Villiers-le-Bel au 30 064e rang parmi les 30 687 communes de plus de 50 ménages en métropole.
Depuis novembre 2021, la ville propose une bourse pour les étudiants en première année universitaire. Cette bourse est éligible pour tous après une analyse de dossier et un entretien, en contrepartie le jeune s'engage à effectuer 20h de bénévolat.

### Entreprises et commerces

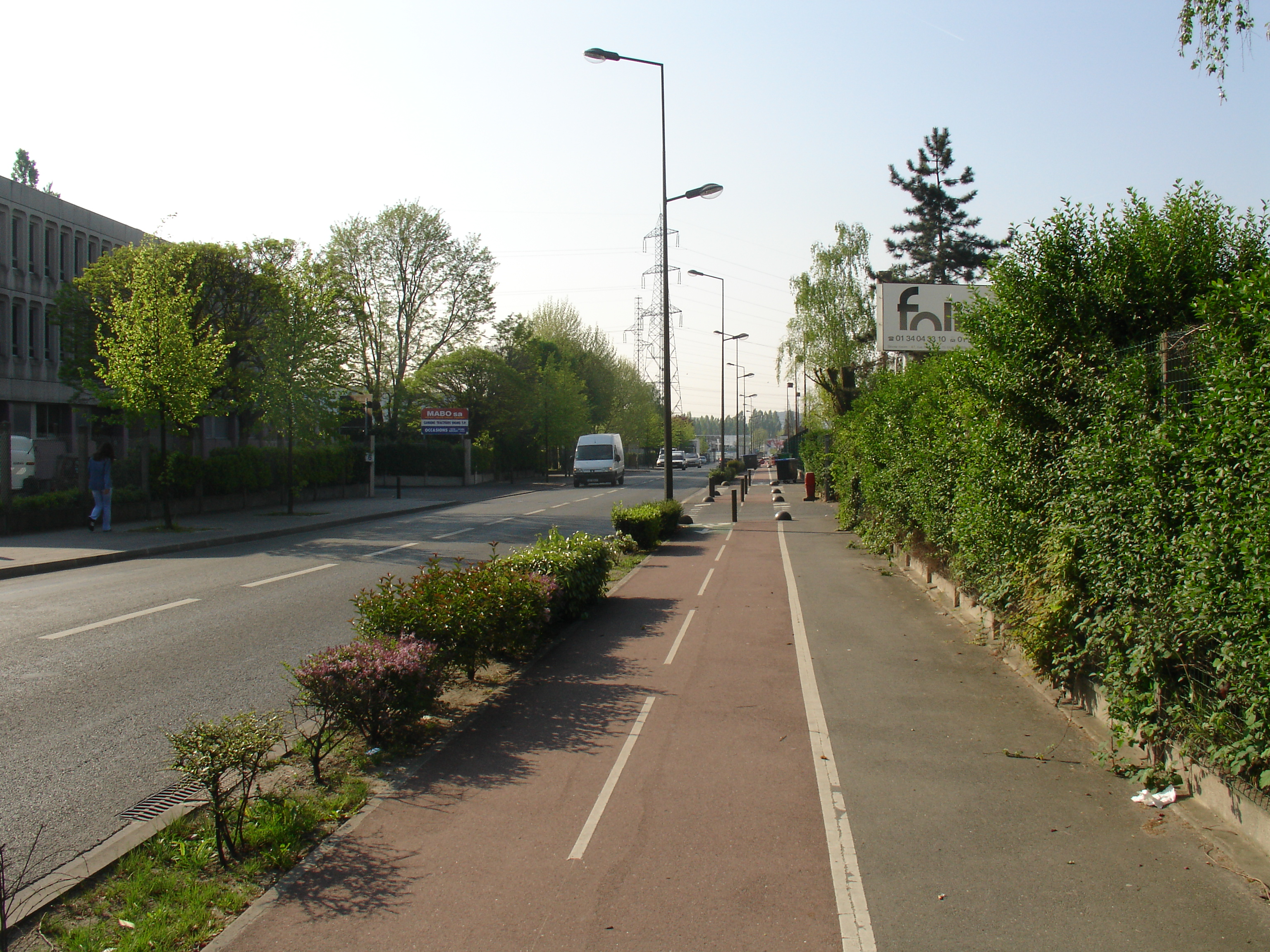
Le parc d'activités du Val-de-France.

La commune est essentiellement résidentielle, seule une petite zone d'activité économique existe à la limite de Sarcelles. Aucune très grande surface commerciale n'est présente, on ne trouve que quelques supérettes, et dans le centre quelques commerces de détail. [Quand ?] sont présentes, ce qui traduit un important déficit pour une population supérieure à 25 000 habitants. Il faut toutefois noter que le quartier de la gare, à la limite d'Arnouville, comporte de nombreux commerces.

## Culture locale et patrimoine

### Lieux et monuments
Villiers-le-Bel compte trois monuments historiques sur son territoire :
- Église Saint-Didier anciennement Saint-Éterne, rue Gambetta / rue Victor-Gouffé (classée monument historique par arrêté du 11 avril 1931[56]). L'église actuelle a été bâtie au XIIIe siècle en remplacement d'un premier édifice mentionné pour la première fois dans un acte de 1124, et dépendant alors de l'abbaye Saint-Victor de Paris. Orientée régulièrement, elle suit un plan cruciforme, avec une nef à deux bas-côtés ; un transept non saillant ; un clocher central s'élevant au-dessus de la croisée du transept ; et un chœur au chevet plat de deux travées, flanqué de deux collatéraux. Aussi bien la nef que le chœur sont élevés et dépassent nettement en hauteur les collatéraux, ce qui permet un éclairage supplémentaire par des baies hautes. Les murs latéraux de la nef et du chœur sont consolidés par des arcs-boutants dans la continuité des contreforts des collatéraux. Le croisillon sud est flanqué à droite par une tourelle d'escalier ronde donnant accès aux combles, et tenant en même temps lieu de contrefort. Le clocher du troisième quart du XVIe siècle présente des contreforts plats et deux baies abat-son ogivales par face ; il est d'une grande simplicité architecturale.

Du XIIIe siècle, subsistent la façade occidentale avec notamment un triplet de trois baies ogivales au-dessus du portail, encadrées par de fines colonnettes et ornées de tores ; la nef avec ses bas-côtés, ainsi que le transept. Ils portent toutefois les traces d'un rehaussement qui a lieu en même temps que la construction du clocher, soit entre 1546 et 1579, ce qui vaut à leurs contreforts une ornementation sculptée dans le style Renaissance. Ces travaux de la période Renaissance sont attribués à l'architecte Jean Bullant. Le chœur et ses collatéraux datent de la période de 1486 à 1498. Ses contreforts sont déjà d'une forme similaire à ceux réalisés ultérieurement à l'ouest, mais ils portent un décor flamboyant nettement moins élaboré. L'église est immortalisée sur une toile du peintre Maurice Utrillo de 1909. L'orgue primitif installé en 1664 a subi de nombreux remaniements durant le XVIIIe siècle. Il conserve 98 % de ses tuyaux d'origine et a été classé en 1939,. Après plusieurs années de restauration, l'église a rouvert en janvier 2011.
- Puits gallo-romain, 2 rue Jules-Ferry, à l'angle avec la rue Gambetta (classé monument historique par arrêté du 11 septembre 1978[59]) : Ce puits cylindrique est enchâssé dans une maison, mais visible depuis l'extérieur grâce à une grille. L'appareil est en moellons cubiques réguliers caractéristiques de l'époque romaine. La grande margelle monolithique trahit son grand âge par sa forme arrondie, résultat d'une intense utilisation pendant des siècles. Le puits est probablement associé à une Villa ayant jadis existé sur cet emplacement[58].
- Maison des Têtes, 46 rue de la République (inscrite monument historique par arrêté du 26 août 1938[60]) : Cette maison de la fin du XVIIe siècle ou du début du XVIIIe siècle. Sa façade en plâtre sur deux niveaux et trois travées comportent trois arcades plein cintre, dans lesquelles s'inscrivent les fenêtres et la porte. Les clés de voûte sont ornés de mascarons, dont celui au centre plus grand que les autres. Ils représentent des visages sur fond de feuillages. En dehors des arcades, la façade est structurée par des bossages[58].

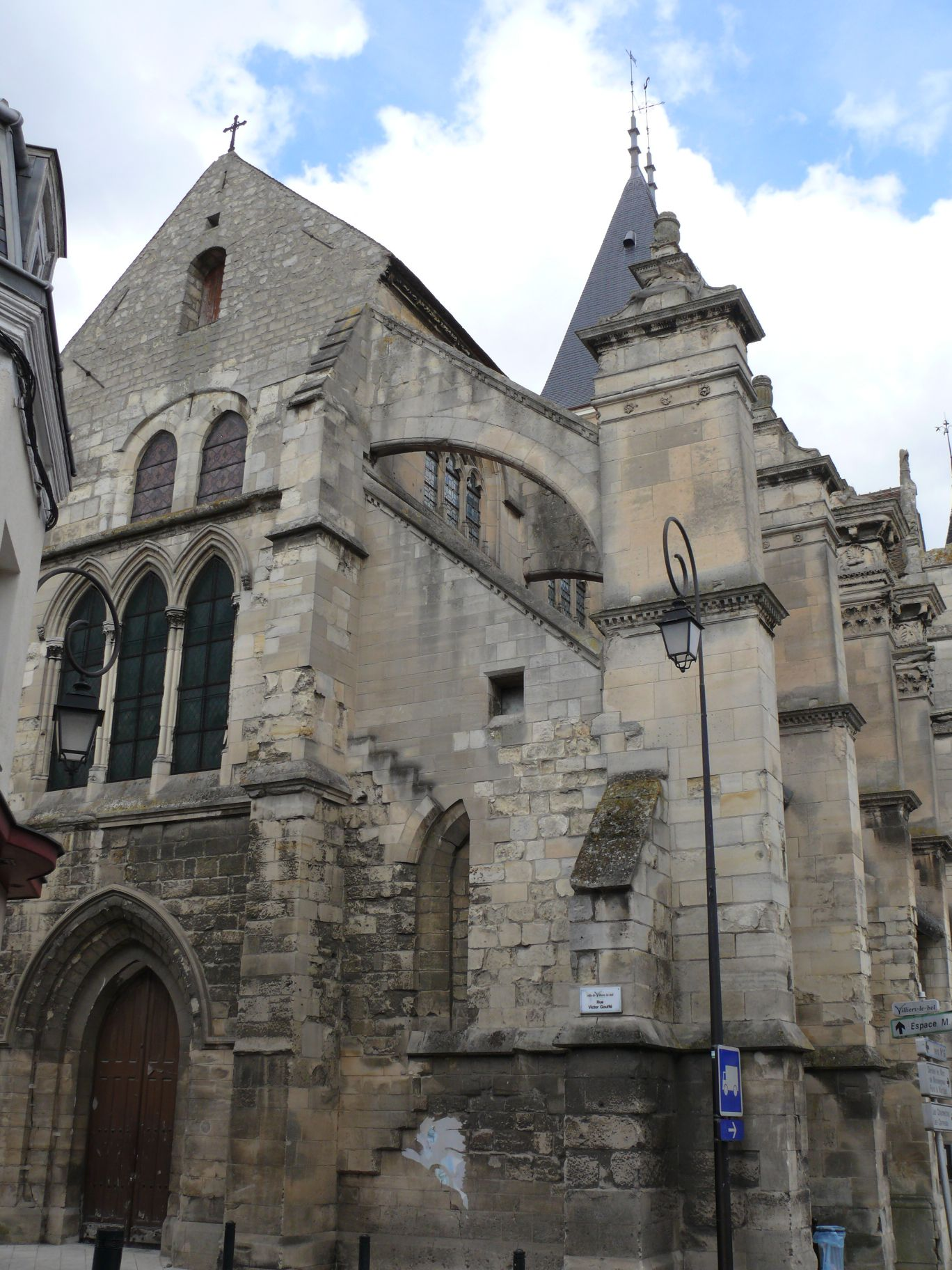
Église, façade occidentale.
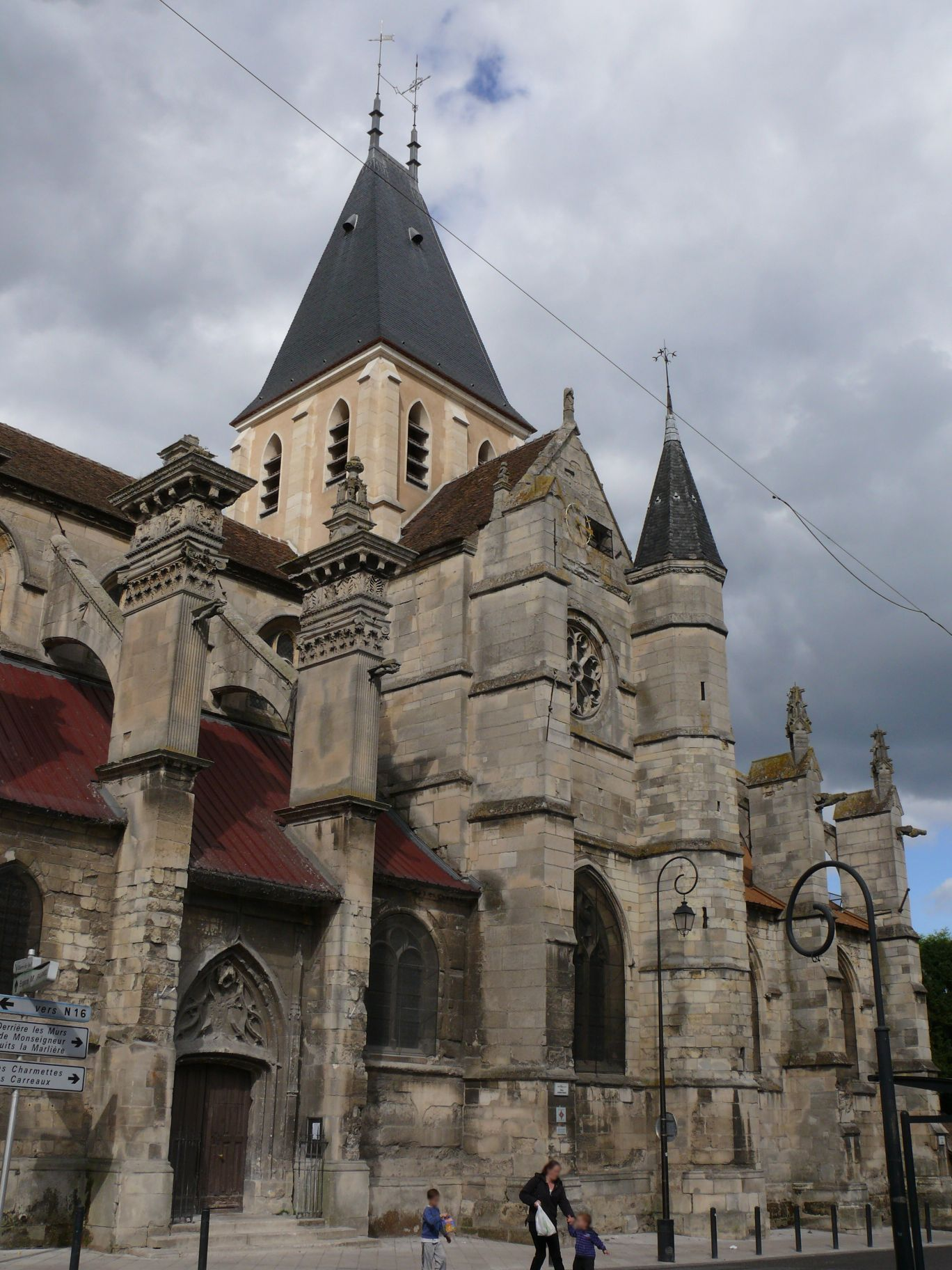
Église, transept et clocher.
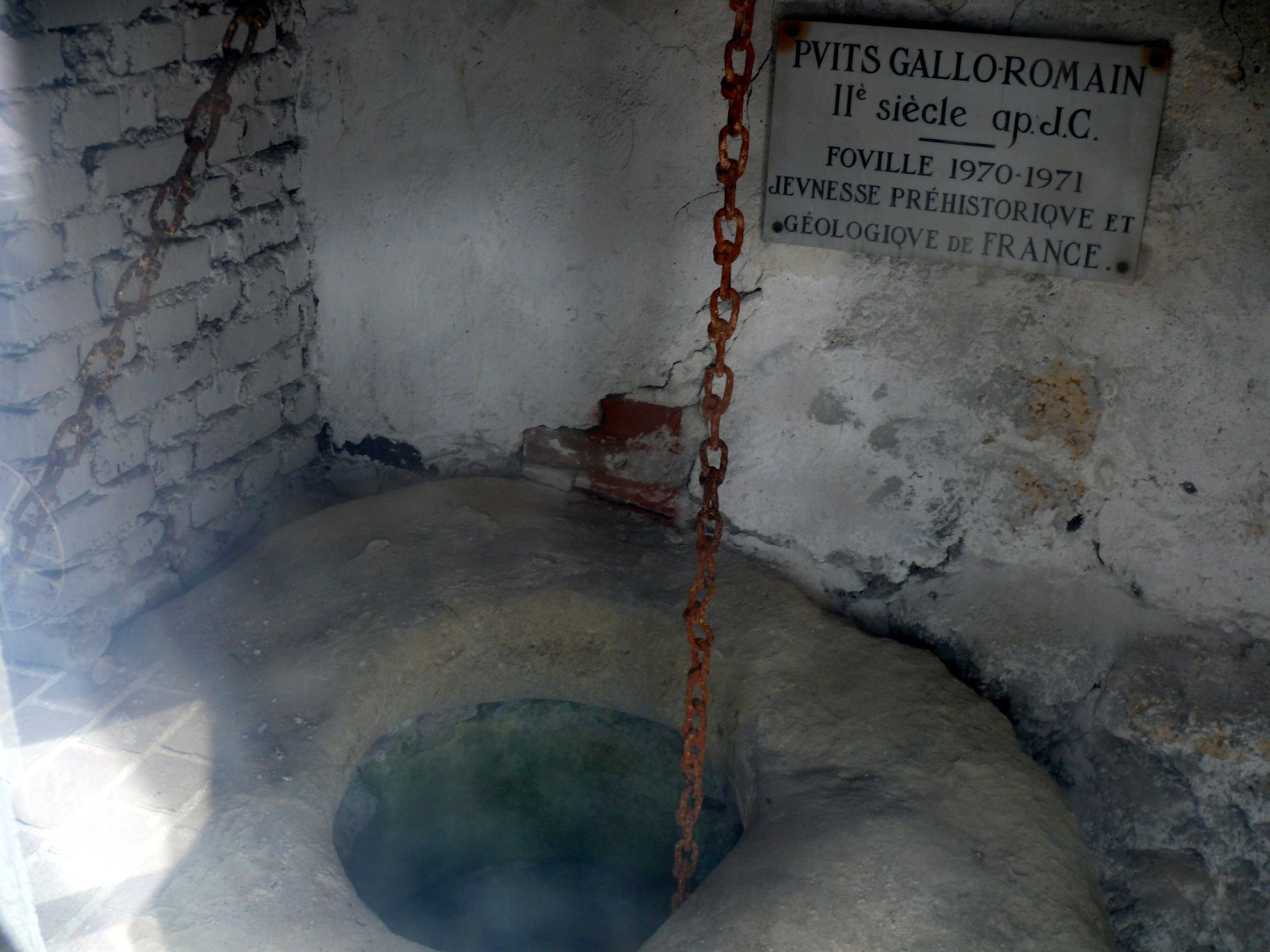
Puits gallo-romain.
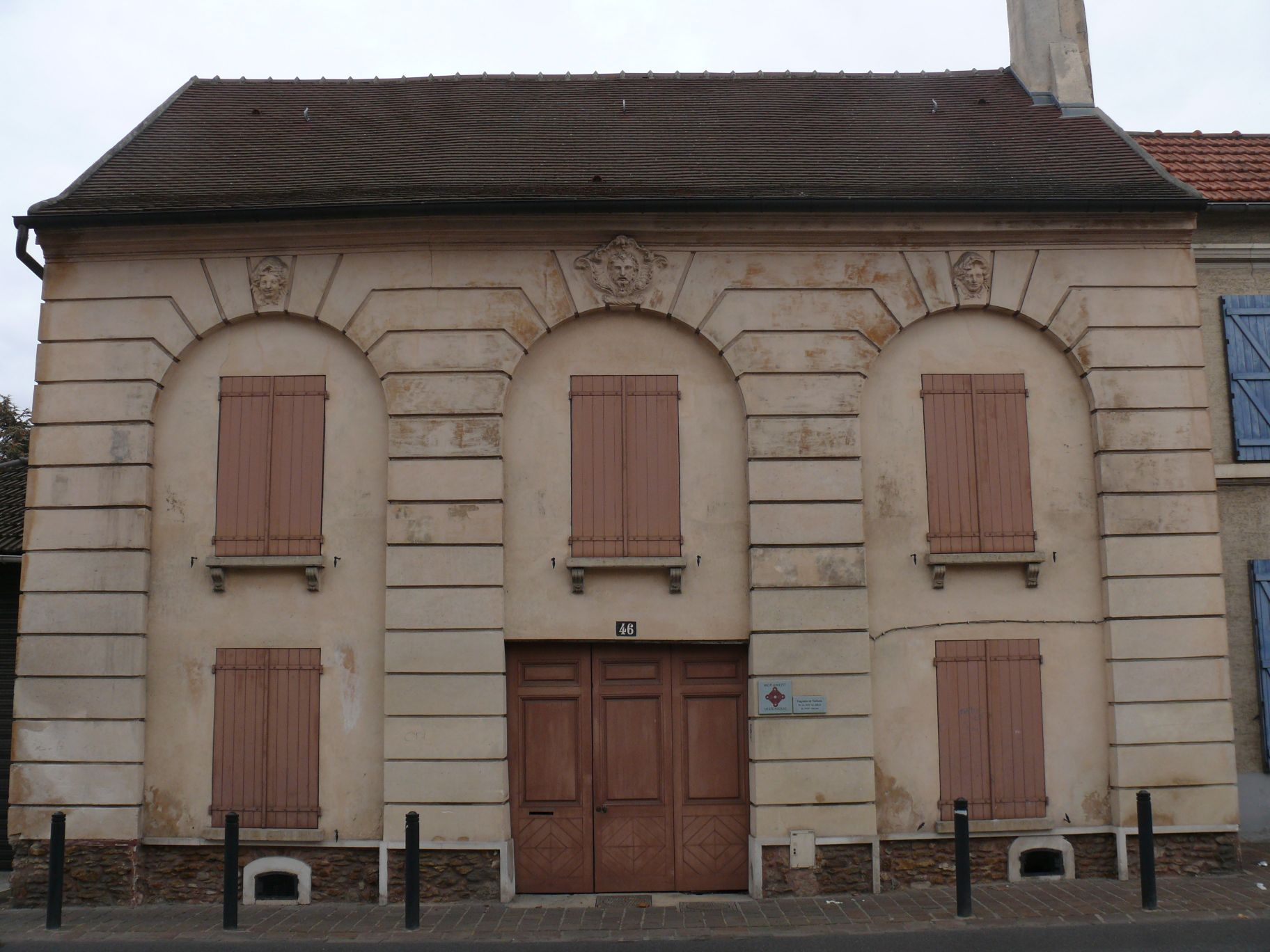
Maison des Têtes.

On peut également signaler :
- Maison de Thomas Couture, 3-7 rue Démolliens : Elle remonte à la fin du XVIIe siècle, mais fut largement remaniée depuis. La propriété est pillée et réquisitionnée par les Prussiens durant la guerre de 1870.
- Maison du général Louis Archinard, 3 rue du Général-Achinard : C'est un hôtel particulier du XVIIIe siècle, ayant conservé sa façade caractéristique de l'époque[58].
- Ancien prieuré, 1 rue Gambetta : Le prieuré dont dépendait l'église jusqu'à la Révolution française a été réquisitionné par l'État en 1797, avant de devenir la demeure du chirurgien Jean Lézard et d'autres particuliers après lui. Un annexe est construit pour héberger un pensionnat de jeunes filles, qui devient un hôpital militaire prussien durant la guerre de 1870. Avec les transformations et agrandissements successifs tout au long du XIXe siècle, plus rien du bâtiment d'origine n'est visible depuis l'extérieur.

Depuis 1955, il accueille l'école privée Saint-Denis. Malheureusement, le bâtiment a été rasé lors de la restructuration de l'école dans les années 2010, cela devait permettre l'aménagement accessible aux habitants derrière l'église. Rien n'a changé depuis la fin des travaux.
- Fontaine Chauvée, ruelle Chauvée, au nord du centre ancien dans un bois : Elle tire son nom de l'ancien français chave, qui a donné cave et caverne. Avec la fontaine Margot (rebaptisée fontaine Précher au XIXe siècle), elle constituait le seul approvisionnement en eau vive du village. La source située légèrement en dessous du niveau du sol est accessible par un court escalier encadré par des murs en moellons. De caractère purement utilitaire, la fontaine n'a fait l'objet d'aucune ornementation[58].
- Maison du docteur Rampont : C'est un exemple des nombreuses résidences de campagne que des familles bourgeoises établissent dans la commune à la fin de l'Ancien Régime[58].
- Œuvres monumentales du sculpteur Victor Roman.
- Maison Sainte-Beuve, et son parc paysager à l'Anglaise
- Maison et parc du Ginkgo dans le bas du vieux pays. Parc paysager alliant à l'Anglaise et à la Française.

### Villiers-le-Bel dans les arts et la culture
Plusieurs peintres ont représenté des paysages de la commune.

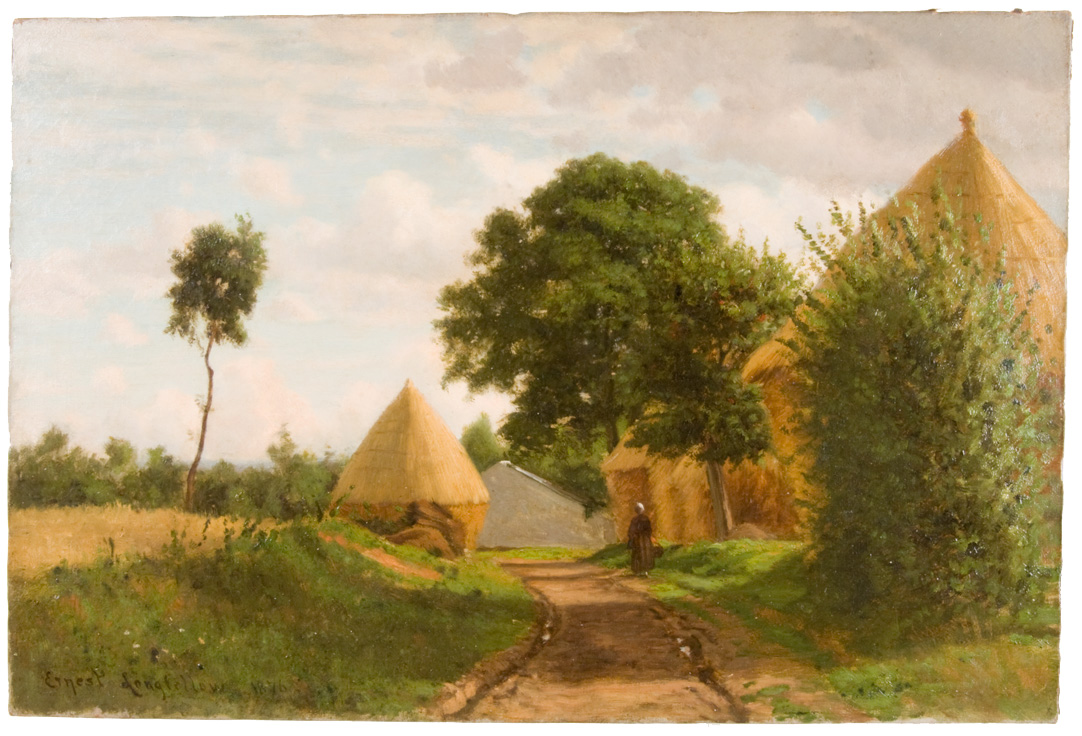
Ernest Wadsworth Longfellow, Villiers-le-Bel, 1876.
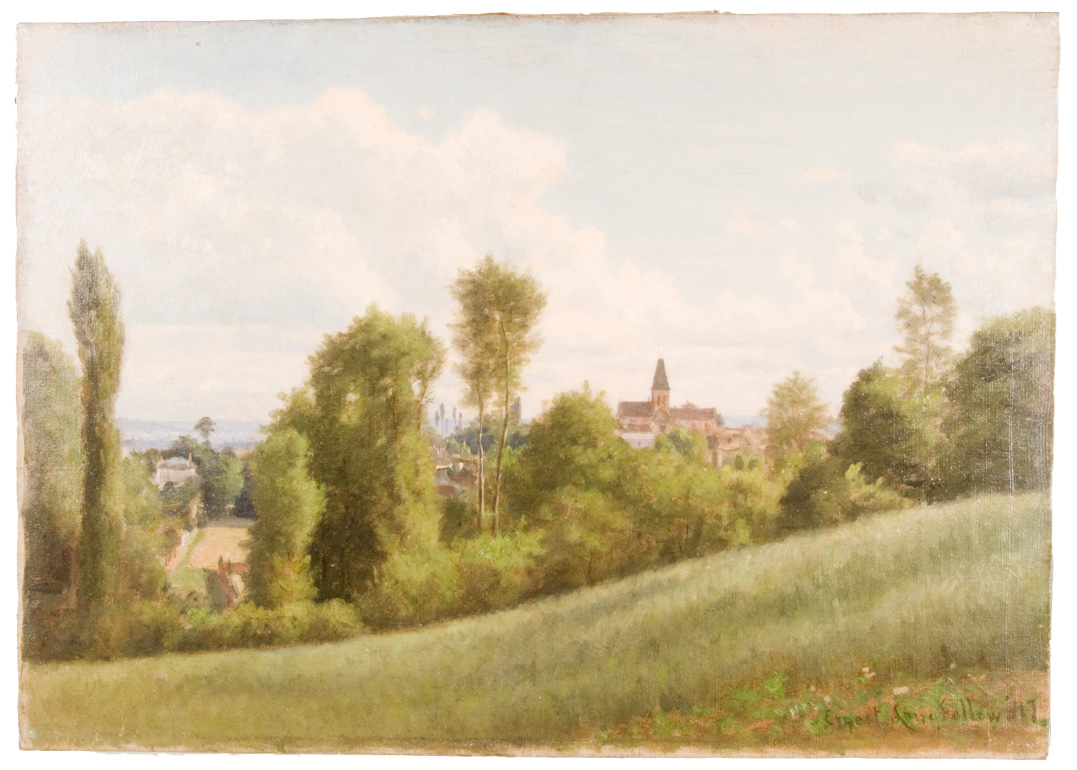
Ernest Wadsworth Longfellow, Villiers-le-Bel, 1877.
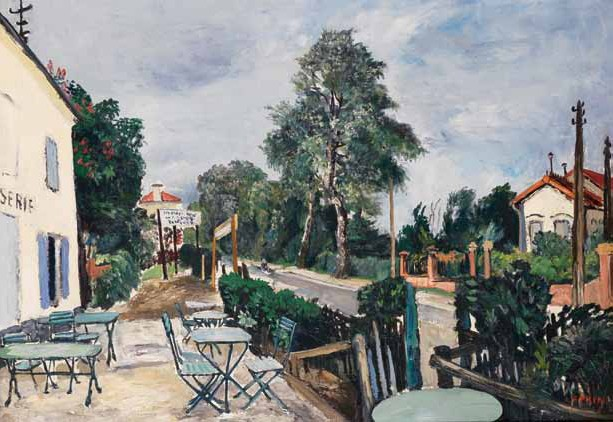
Marcel Leprin, La terrasse à Villiers-le-Bel, 1927.

Maurice Utrillo y a peint l'église Saint-Didier dans sa période blanche en 1909. Il a donné à cette église d'un bourg rural à l'époque une dimension de cathédrale.
Le quartier de la Cerisaie est chanté par les frères Gaëlino et Calboni M'Bani du groupe Ärsenik.

### Personnalités liées à la commune
- Louis Archinard (1850-1932), général, habitait à Villiers-le-Bel où il est mort.
- Ärsenik, groupe de rap du Secteur Ä habitant le quartier de la Cerisaie.
- Alexandre Beljame (1842-1906), écrivain français, né à Villiers-le-Bel.
- Mickaël Citony (1980), footballeur, né à Villiers-le-Bel.
- Thomas Couture (1815-1879), peintre d'histoire, habitait à Villiers-le-Bel où il est mort.
- Marie-Laure Delie (1988), footballeuse, née à Villiers-le-Bel.
- Pierre Dessons (1936), artiste peintre, sculpteur et lithographe né à Villiers-le-Bel.
- Pierre Deval (1758-1829), consul de France, est mort dans cette commune en 1829.
- Dida Diafat (1970), ancien champion du monde de muay-thaï, a habité à Villiers-le-Bel.
- Philippe Gourreau de la Proustière (1611-1694), mémorialiste, curé de Villiers-le-Bel de 1648 à 1694. Il a été inhumé dans l'église Saint-Didier[61].
- Charles Hugot (1815-1886), peintre français, mort à Villiers-le-Bel.
- Donel Jack'sman (1981), humoriste originaire de Villiers-le-Bel.
- Honoré Langlé (1741-1807), compositeur d'origine monégasque, habitait à Villiers-le-Bel où il est mort.
- Marie Laurent (1825-1904), actrice de théâtre, morte à Villiers-le-Bel.
- Gustave Le Gray (1820-1884), photographe, né à Villiers-le-Bel.
- Jean-François Xavier de Ménard (1756-1831), général et homme politique, mort à Villiers-le-Bel.
- Pierre-Victor-Auguste Morillon (1757-1839), homme politique né à Villiers-le-Bel, député à la Chambre des Cent-Jours.
- Morsay (1980), rappeur et vidéaste franco-algérien, a habité à Villiers-le-Bel.
- Charles-Augustin Sainte-Beuve (1804-1869), évrivain, a séjourné à Villiers-le-Bel[62].
- Ali Soumaré (1980), homme politique français, porte-parole des familles et des quartiers lors des émeutes de 2007 à Villiers-le-Bel.
- Myriam Soumaré (1986), championne d’Europe 2010 du 200 m, réside à Villiers-le-Bel[63].
- Birgitta Trotzig (1929-2011), écrivaine suédoise, a vécu à Villiers-le-Bel à partir de 1955.

### Héraldique
| Blason de Villiers-le-Bel | Blason  | D'azur au château donjonné de trois tours d'argent accompagné de trois fleurs de lys d'or. |
| Blason de Villiers-le-Bel | Détails | Cette configuration est relativement récente, le blason d'origine n'avait pas de château, mais uniquement un billette de gueules au centre des trois lys d'or (blason visible dans l'église actuellement en travaux). Ce blason a totalement été abandonné par l'administration communale qui l'a remplacé sur tous les documents et panneaux administratifs ainsi que sur les plaques de rues par un logo moderne. Le statut officiel du blason reste à déterminer. |

## Pour approfondir